# Lom Na Chlumu
Lom Na Chlumu (nebo též Lom Chlum) je volně přístupný, rozsáhlý opuštěný kombinovaný stěnový vápencový lom nacházející se na okraji Národní přírodní rezervace Karlštejn v nadmořské výšce kolem 300 m. Lokalita se rozprostírá poblíž temene výšiny Chlum na levém břehu Berounky přibližně 1 km severně od Srbska (asi 4 km východním směrem od Berouna). V lomu byly v letech 1920 až 1955 těženy vysokoprocentní koněpruské a slivenecké vápence určené pro kladenské hutě, pro cukrovary a pro papírenský průmysl. Během těžby byl v lomu objeven značný počet jeskyní (souhrnně označované jako Jeskyně Na Chlumu) s velmi rozsáhlým a rozvětveným systémem chodeb a dómů. V krasových kapsách a slujích byly objeveny četné kosterní pozůstatky velkých vymřelých savců.

## Místopis

### Výšina Chlum
Starý tříetážový vápencový lom Na Chlumu obnažuje svahy vrchu – výšiny Chlum (348 m n. m.) severně od Srbska v okrese Beroun, (Středočeský kraj) v CHKO Český kras, v Hořovické pahorkatině – na Berounsku, u řeky Berounky nad ústím Loděnice (Kačáku).
Cennější části kopce jsou součástí Národní přírodní rezervace Karlštejn. Vrcholek kopce Chlum vystupuje ze staré říční terasy a klene se nad skalnatými srázy, které spadají k levému břehu Berounky. Jižním směrem od vrcholu kopce (asi 450 metrů vzdušnou čarou) se nachází horní konec skalnaté Hájkovy rokle, která sestupuje k Berounce (zhruba na poloviční cestě mezi Srbskem a ústím Kačáku do Berounky.

### Přístupové trasy
Turistická
Lom Chlum se rozprostírá na kopci nad obcí Srbsko. Kolem kapličky v centru obce Srbsko vede zelená turisticky značená trasa severním směrem na Hostim (směrem k Solvayovým lomům). Na severním okraji obce se od této trasy odděluje modrá turisticky značená trasa vedoucí ulicí K Vodopádům. Z křižovatky zelená x modrá je třeba postupovat dále (od místa s GPS souřadnicemi: 49.940701,14.138618) severním směrem po zeleně značené lesní cestě do mírného kopce. Trasa vede posléze mezi poli až k silnici 116 (GPS souřadnice 49.94665,14.139873). Z křižovatky zelená x silnice (GPS souřadnice 49.94665,14.139873) na kopci nad obcí (v poli je malé parkoviště s kapacitou pro několik osobních vozů) je nutno opustit zelenou značku a neznačenou polní cestou zamířit k západu (směrem zpět k údolí Berounky). Po zhruba 200 metrech chůze se nachází východní okraj lomu. Další „půlobloukovitě“ se táhnoucí cesty vedou podél jeho severního a jižního okraje. Cestou po jižním okraji se turista dostane k hlavní přístupové cestě (GPS souřadnice: 49.945483,14.134283) ústící do střední etáže lomu.
Motoristická
Ze Srbska po hlavní přístupové cestě (zhruba od bodu s GPS souřadnicemi 49.940701,14.138618) je možno dojet autem bez zákazu vjezdu až ke střední lomové etáži.

## Historie

### C. T. Petzold
Vídeňská společnost C. T. Petzold založila lom v roce 1913 jako zdroj saturačního vápence pro firmou provozované železárny a slévárny železní litiny v Komárově. Dopravu vytěženého materiálu z lomu zajišťovala nákladní lanová dráha končící na nádraží v Srbsku. Lanovka byla asi jeden kilometr dlouhá a její stavbu realizoval v letech 1916 až 1918 berounský stavitel Vojtěch Volf.
Součástí vybavení lomu Na Chlumu byla i správní budova na levém břehu Berounky (nacházející se na adrese Na Břiči 79, 267 18 Srbsko, Česko; GPS souřadnice: 49.9420897N, 14.1316650E resp. 49°56'31.523"N, 14°7'53.994"E). Objekt byl realizován podle projektů architekta Oldřicha Starého (1884–1971) z roku 1916 a disponoval nejen čtveřicí bytů, ale i ohřívárnou pro lomové dělníky. Ze stejné doby a od stejného architekta pocházela i budova zámečnických a truhlářských dílen s kovárnou na parcele číslo 92 při ulici Na Bříči. (Tato budova nemá v mapě Srbska číslo popisné ale nachází se rovněž u Berounky v těsné blízkosti objektu s číslem popisným 79 v ulici Na Bříči na souřadnicích 49°56'30.224"N, 14°7'53.577"E, resp. 49.9417289N, 14.1315492E). Dnes nedochovanou stavbu kompresorovny při okraji lomu Na Chlumu z roku 1917 také navrhoval Oldřich Starý.
Mezi podpůrné stavby zajišťující chod lomu Na Chlumu patřil i tzv. příruční sklad trhavin. Z bezpečnostních důvodů se nacházel poněkud stranou mimo areál vlastního lomu (leč v jeho dosti těsné blízkosti; kolem GPS souřadnic: 49°56'43.006"N, 14°8'6.001"E). Relativně více vzdálený byl v polích nad Srbskem (jihovýchodně od lomu Na Chlumu) situován muniční sklad (skladiště trhavin pro lom). Budova (přibližně na GPS souřadnicích 49°56'41.898"N, 14°8'18.393"E) byla obklopena ochranným valem a speciálně konstruovaná střecha měla při případném výbuchu usměrnit ničivou sílu exploze do směru nahoru (namísto do stran).[zdroj?]

### Prastav
V lomu probíhala intenzivní těžba vápence od roku 1920, kdy byl lom provozován firmou Bárta & Tichý a Max Herget. Tato firma se ale záhy (25. června 1921) přejmenovala na Spojené pražské továrny na staviva, akciová společnost a od roku 1924 či 1925 začala používat zkrácený oficiální název Prastav. V roce 1923 pronajala tato firma na stavební hmoty vápencový lom Na Chlumu železárnám v Hrádku u Rokycan (součást Škodových závodů).[zdroj?]

### Druhá světová válka

#### Archiv plzeňské Škodovky
Během druhé světové války si plzeňská Škodovka ve skalních prostorách lomu vybudovala tzv. záložní archiv, kam si uložila rozsáhlé množství kopií důležitých výrobních výkresů svých produktů (vojenská i civilní výroba). Vedoucí pracovníci Škodovky předpokládali, že se podnik může stát cílem náletu, což se ke konci druhé světové války skutečně stalo (nejsilnější nálet v dubnu 1945 zničil přes 70 % plzeňského podniku; při tomto leteckém bombardování shořela i část archivu škodováckých výkresů). Archiv v lomu Na Chlumu druhou světovou válku přežil a po skončení konfliktu se kopie výrobních výkresů vrátily do svého opraveného mateřského archivu.

#### Plány německé zbrojní výroby

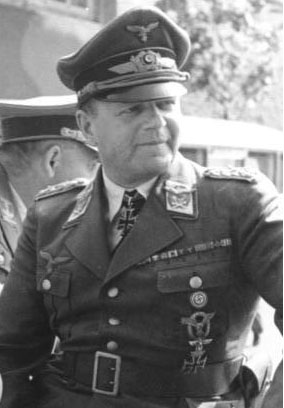
Erhard Milch

Od roku 1943 začalo být spojenecké bombardování pro německý zbrojní průmysl velkým problémem, protože bombové útoky na továrny a výrobní komplexy Třetí říše způsobovaly Němcům čím dál tím větší ztráty díky nežádoucímu přerušení (a narušení) zbrojní výroby. Dlouhou dobu se vedly spory o možném přesunu vybraných průmyslových podniků do podzemí, neboť nebylo zcela zřejmé, zda má smysl budovat rozsáhlé podzemní výrobní komplexy nebo průmysl ještě více rozptýlit a neustále opravovat bombardováním poničené továrny. (Ani říšský vůdce Adof Hitler se nemohl dlouho rozhodnout k jaké variantě se přiklonit.) Posléze Hitler 9. dubna 1944 nařídil polnímu maršálovi Erhardu Milchovi aby začal s přípravami na stavbu podzemních leteckých továren v rámci programu „Jégl“.
Plány na zbudování podzemních výrobních prostor počítaly velkoryse s celkovou plochou 3 miliony m², ale do ledna 1945 se podařilo v celé Třetí říši dokončit jen 425 tisíc m². Německý stát ale financoval jen některé projekty podzemních továren. Celou řadu projektů si financovaly samotné podniky, protože skrýt výrobu pro ně bylo výhodnější než přicházet při náletech a sabotážích o kvalifikované pracovníky, stroje a výrobky. V roce 1944 tak jednotlivé výrobní podniky začaly narychlo (ve spolupráci s německou správou) hledat vhodná místa, kterými se jevily opuštěné štoly, železniční tunely, pivovarská sklepení nebo jeskyně.

##### Podzemní továrna v lomu Na Chlumu
Využít údolí Berounky a jejího bezprostředního okolí k budování podzemních továren vedlo německé projektanty k návrhu celkem pěti plánů, z nichž právě ten první se týkal lomu Na Chlumu. Plán Sigma, respektive Sigma I, spočíval ve vykopání štol o délce až 165 metrů, šířky asi 12 metrů a výšky 6 až 7 metrů. Takto vzniklé úkryty měly sloužit k ochraně výroby hlavní k dělům s ráží 75 mm. Podle propočtu zde mělo pracovat asi 300 osob a cílem měla být měsíční produkce kolem 800 hlavní. Šlo zejména o rozšiřování štol v plánech na papíře, ale jejich skutečná fyzická realizace buď nebyla nikdy dokončena nebo vůbec v lomu Na Chlumu nezačala. Plán Sigma I se nikdy nerealizoval. Neuskutečnil se ani druhý v pořadí plán Sigma II, který počítal s rozšířením štol. Problém byl v tom, že jakékoliv terénní práce a úpravy v lomu Na Chlumu či v jeho okolí by byly příliš zřetelně viditelné. To byl důvod, proč Němci od realizace v místě lomu Na Chlumu ustoupili a posunuli se níže do údolí Berounky do oblasti lomu Alkazar.
Pokud by Němci realizovali jakýkoliv projekt skryté vojenské továrny v lomu Na Chlumu, byl by dříve či později zde ukrytý škodovácký archiv nutně objeven.

##### Podzemní továrna v lomu Alkazar
Pro lom Alkatar byl vypracován plán Sigma III. Lomu Alkazar se ale týkal především plán Ró, kde měli Němci vykopat až šest štol o délce 300 metrů, šíře 12 metrů a výšky 8 metrů. Ani k tomu nikdy nedošlo. Některé terénní práce a prokopání štol se v Alkazaru sice realizovaly, ale problém byl opět s utajením těchto prací. Nakonec Alkazar zůstal protkán sítí štol, které byly původně určeny pro výrobu leteckých motorů firmy Avia. V polovině roku 1944 se od projektu v Alkazaru ale ustoupilo.

Některé štoly v nejnižší etáži lomu Alkazar
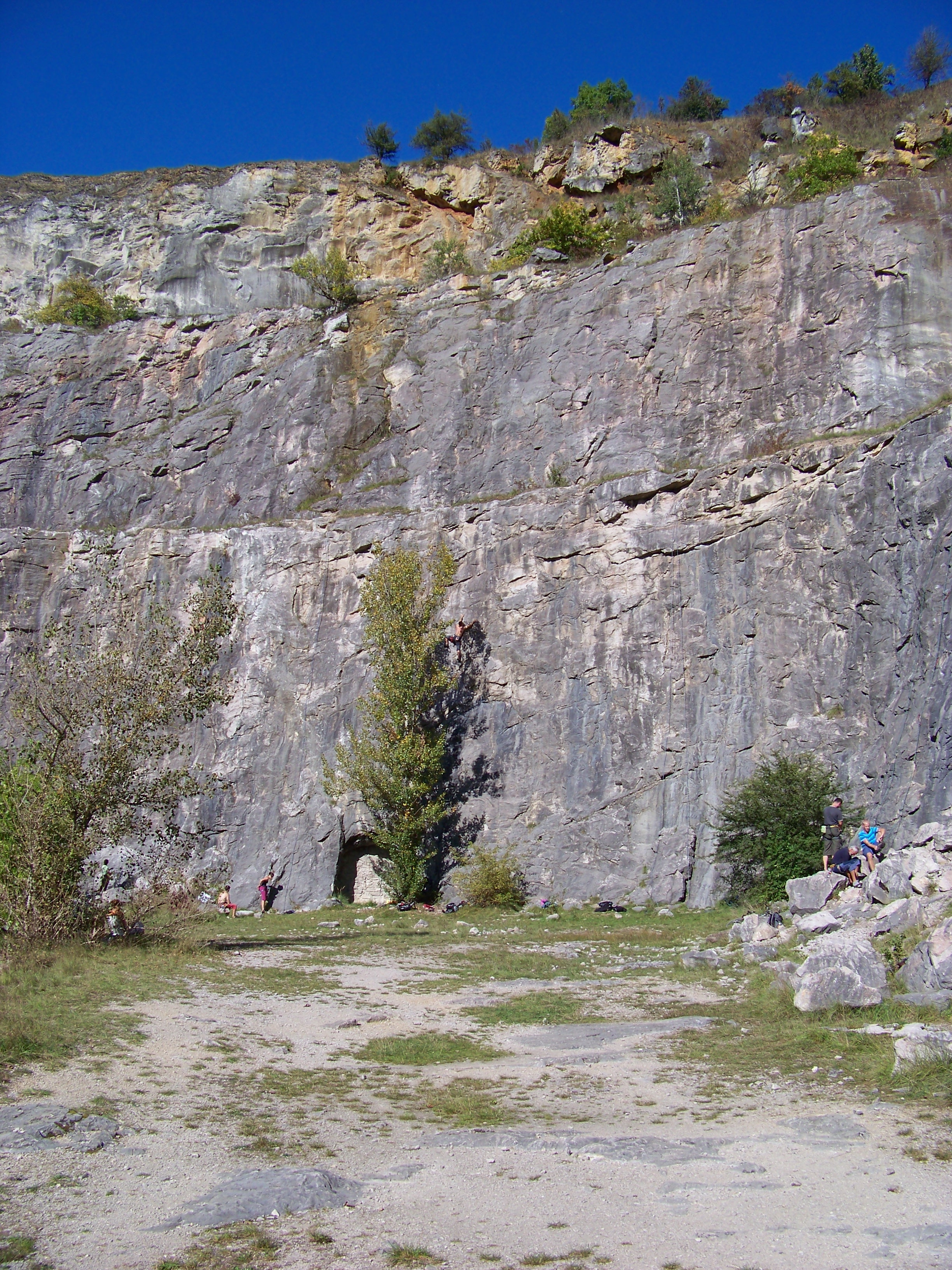
Zazděná štola v levém amfiteátru
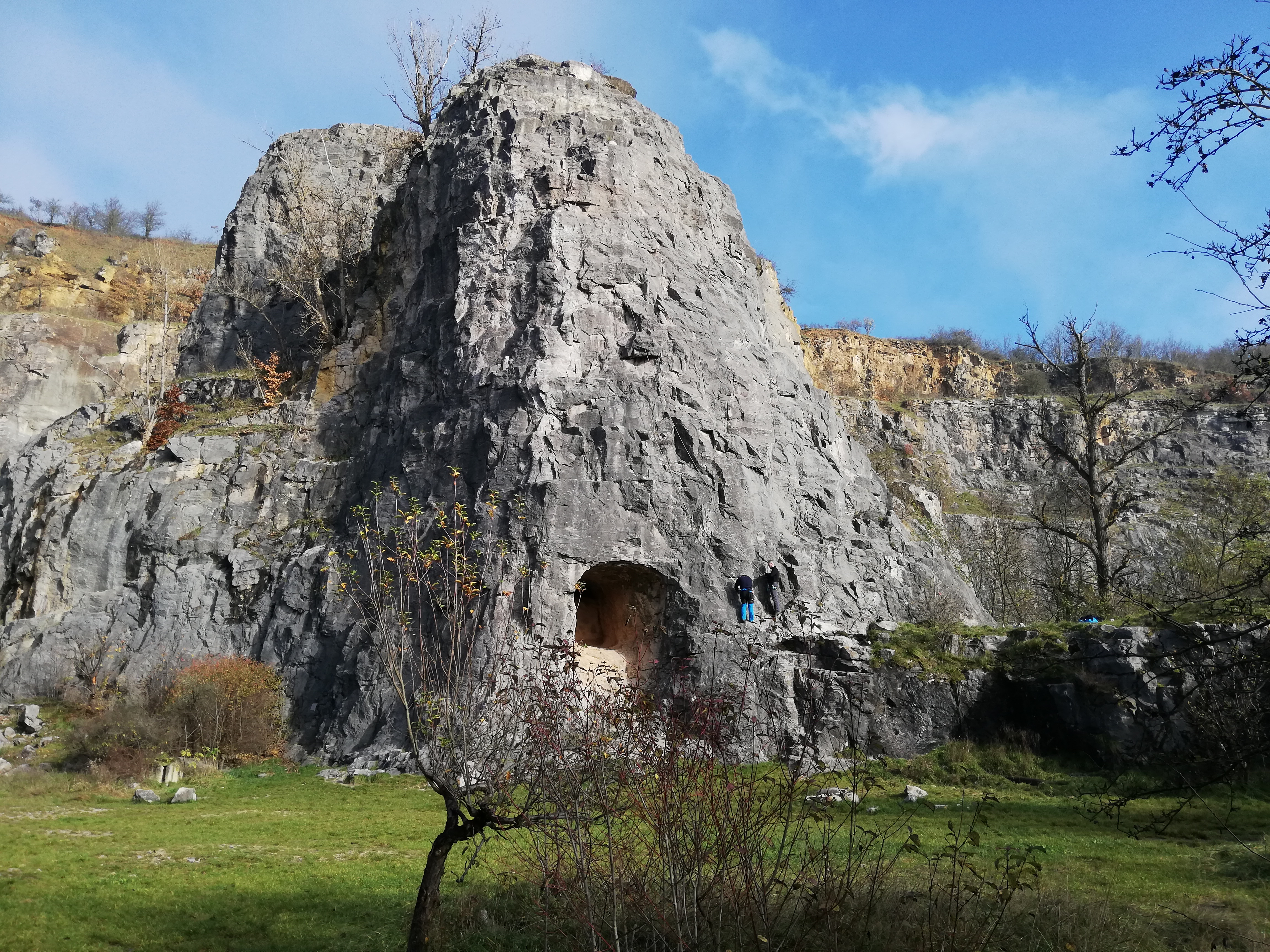
Zazděná štola v Homoli (Malém Matterhornu)
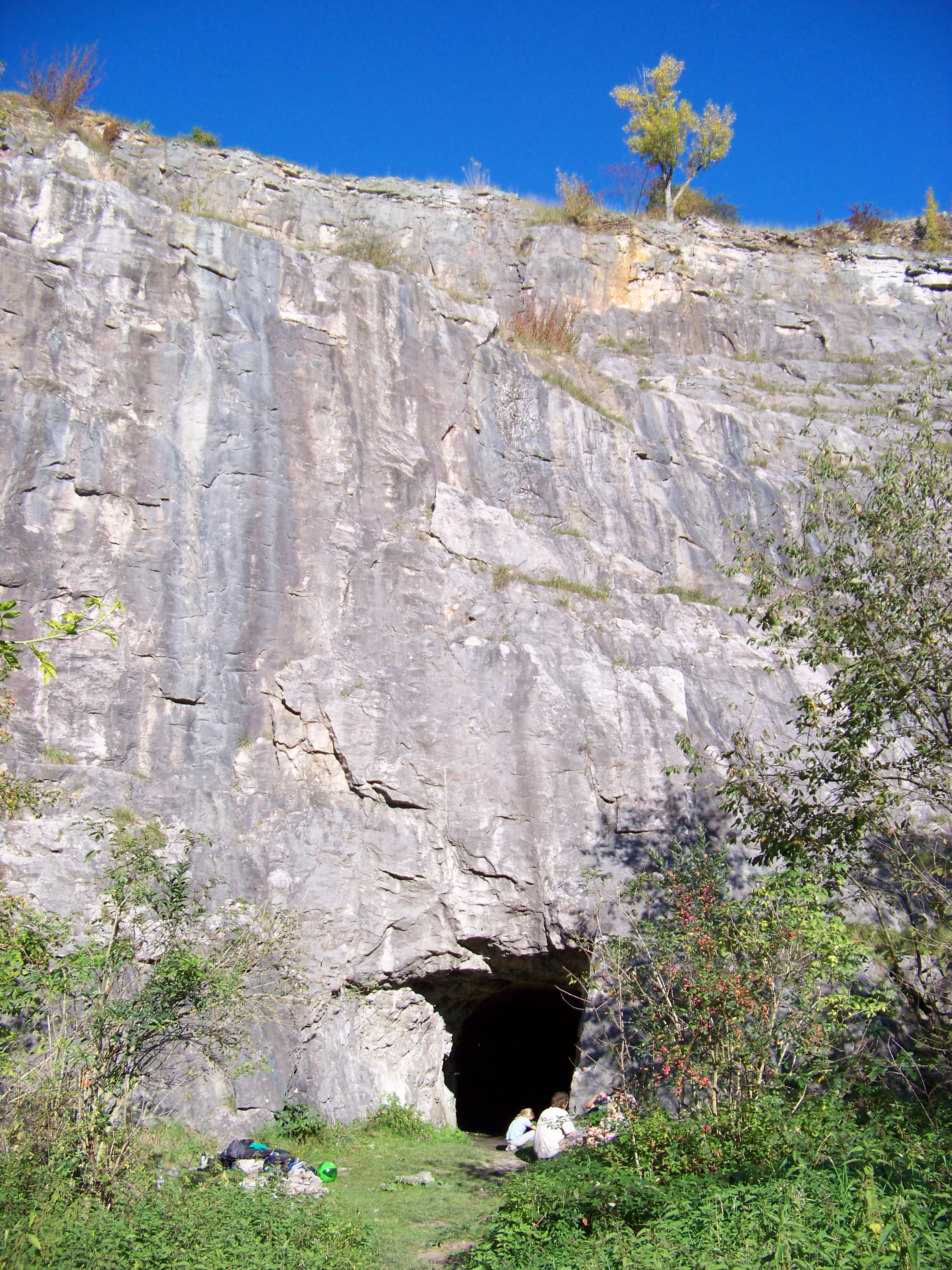
Štola v pravém amfiteátru

##### Továrny v železničních tunelech
Firma Avia rozhodla o tom, že bude zřízena výroba součástek leteckých motorů ve vybraných tunelech železniční trati z Prahy do Čerčan zvané neoficiálně „posázavský pacifik“. Provoz na trati v úseku Skochovice – Jílové u Prahy byl zastaven 18. června 1944 a nahrazen náhradní autobusovou dopravou. Výstavba „podzemních“ továren (krycí název Omega II a Omega I) byla zahájena 21. června 944 v šestici železničních tunelů a to mezi Skochovicemi a Jílovým u Prahy. Jednalo se o tunely Skochovický (krycí název objektu Blaumeise VI), Libřický (krycí název objektu Blaumeise V), Davelský (krycí název objektu Blaumeise IV), Pikovický (krycí název objektu ), Jílovský II (krycí název objektu ) a Jílovský I (krycí název objektu ).
Tunely Skochovický, Libřický a Davelský nesly označení továrna Omega II. V této továrně byla výroba zahájena ale po skončení druhé světové války byly stopy po tomto netradičním využití tunelů při jejich rekonstrukci zahlazeny. Továrna Omega I sestávala z Pikovického tunelu (krycí název objektu Blaumeise III; sloužil jako mezisklad, skromné stopy u tunelu dosud patrné), Jílovského tunelu II (krycí název Blaumeise II, výroba zde byla zahájena, skromné stopy u tunelu dosud patrné) a Jílovského tunelu I (krycí název Blaumeise I, zůstal nevyužit, sloužil nejspíše jako rezerva).
V tunelech byly zbudovány podlahy (původní železniční koleje byly ponechány), u vchodů vystavěna masivní vstupní vrata a toalety pro zaměstnance a německý personál. Stroje přivážené sem ze zničených továren se připevňovaly k podlaze resp. k hlavám kolejnic. Venkovní kotelny zásobovaly tunel teplým vzduchem pomocí rozvodů a stropy tunelů byly opatřeny izolací proti kapající vodě (a tepelnou izolací) a vybaveny elektrickým osvětlením.
Po nezbytných úpravách se do těchto objektů postupně přesouvala výroba z rozbombardovaných zbrojních závodů Flugmotorenwerke Ostmark G.m.b.H ve vídeňském Neudorfu a Mödlingu a z letňanské továrny Avia. Pro Avii se tu vyráběly převážně kompresory k leteckým motorům DB 603 a DB 605 AS. Letecké komponenty v továrnách Omega II a Omega I vyráběli ve dvou dvanáctihodinových směnách pracovníci přesunutí sem z Vídně a z továrny Avia v Letňanech (totálně nasazení pracovníci různých národností). Dělníci byli ubytováni nejprve v německou správou zabavených hostincích a chatách v okolí, později pro dělníky Němci zbudovali ubytovny (pro osoby z továrny Omega I sloužily ubytovny v Lukách pod Medníkem; pro lidi z továrny Omega II pak v Libřickém údolí). Výroba byla řízena Němci z Kasselu a dozor nad dělníky v objektech (tunelech) drželi Rakušané. V nádražní budově v Davli sídlil německý ředitel obou podzemních továren.
Po druhé světové válce byly stroje z tunelů demontovány a převezeny zpět do továrny Avia v Letňanech. Železniční doprava na jednotlivých úsecích tratě byla postupně obnovována v letním období od 10. července do 15. srpna 1945.

Tunely továren Omega II a Omega I (objekty Blaumeise I až Blaumeise VI)
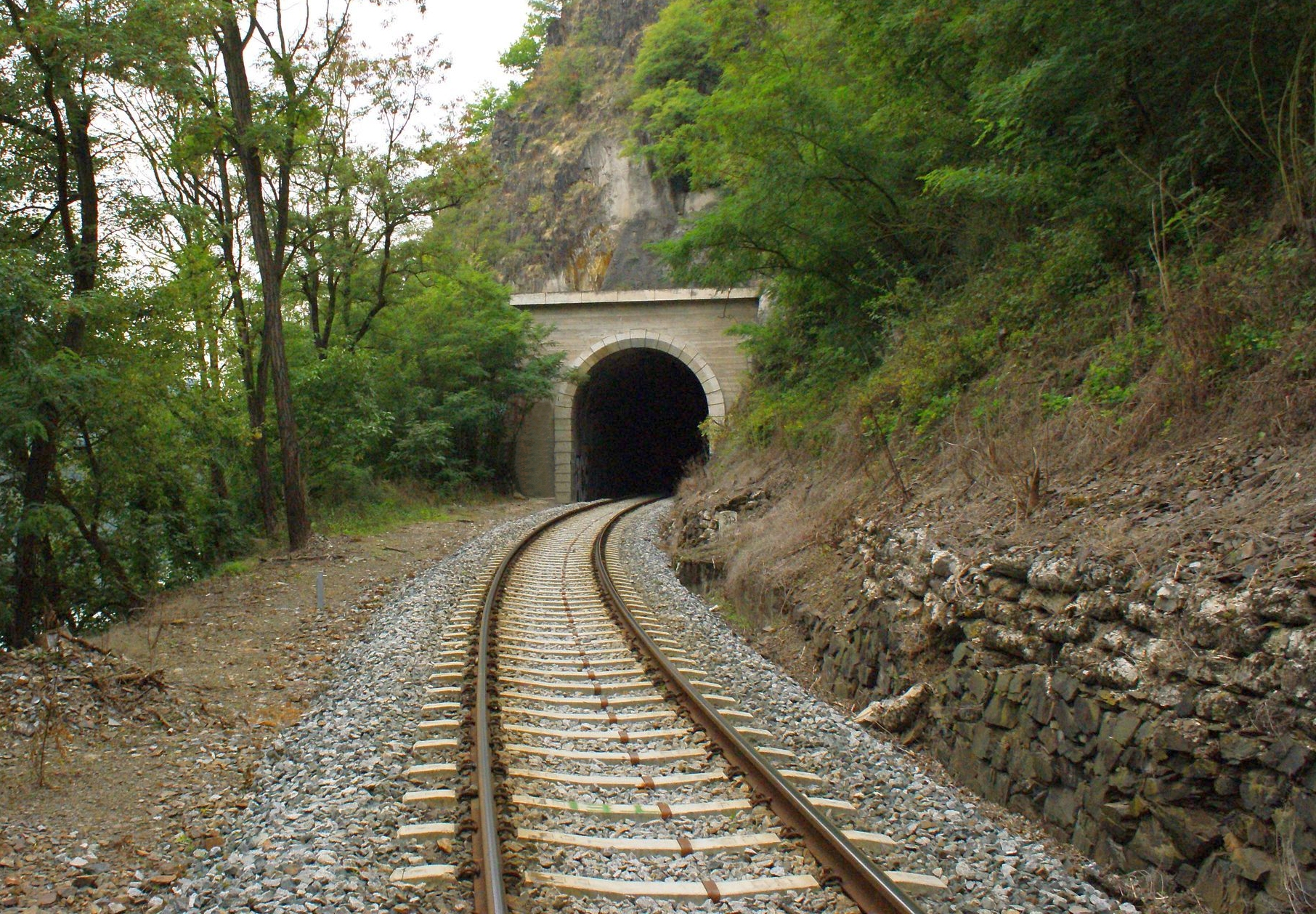
Skochovický tunel (Blaumeise VI; Omega II)
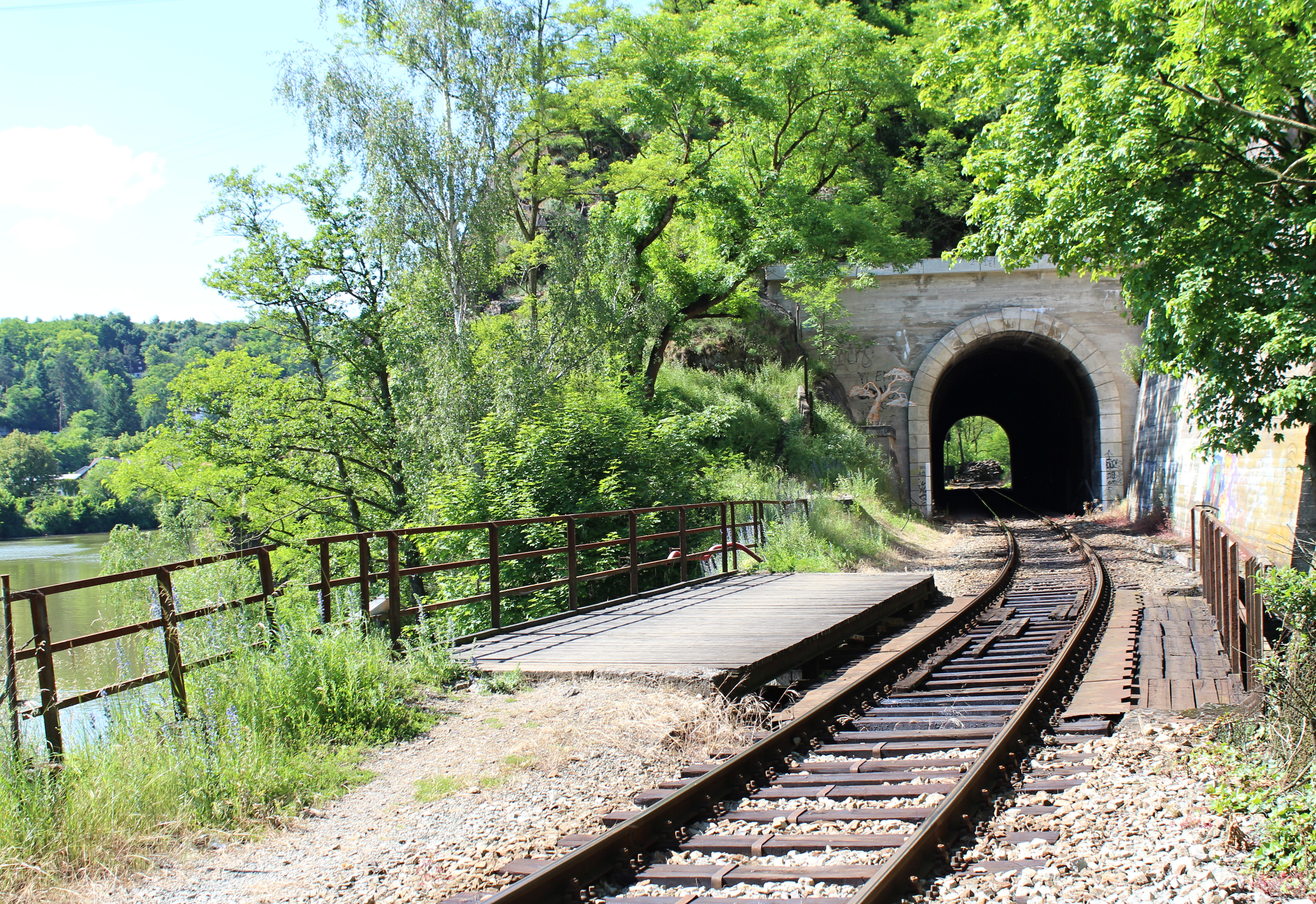
Libřický tunel (Blaumeise V; Omega II)
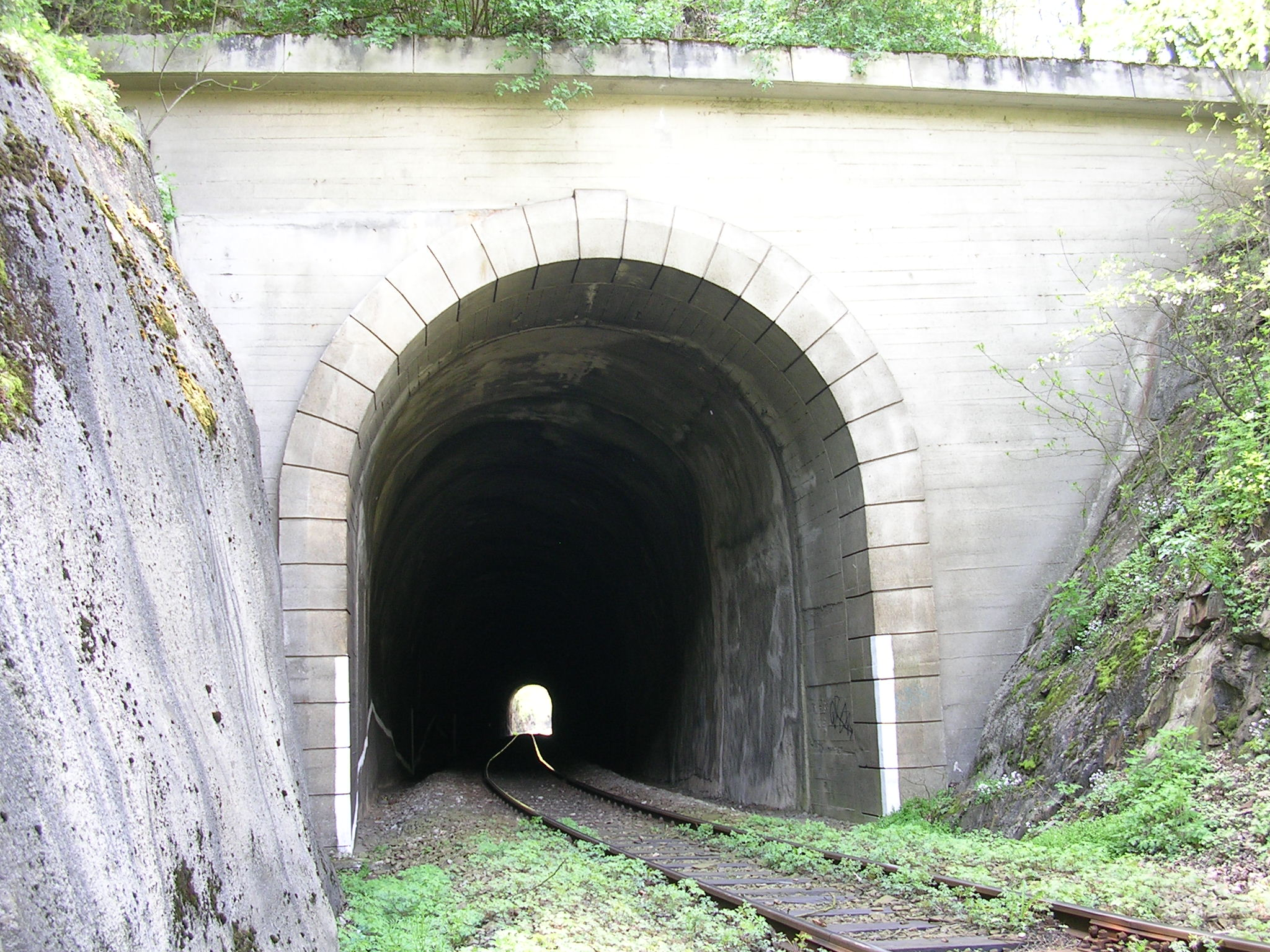
Davelský tunel (Blaumeise IV; Omega II)
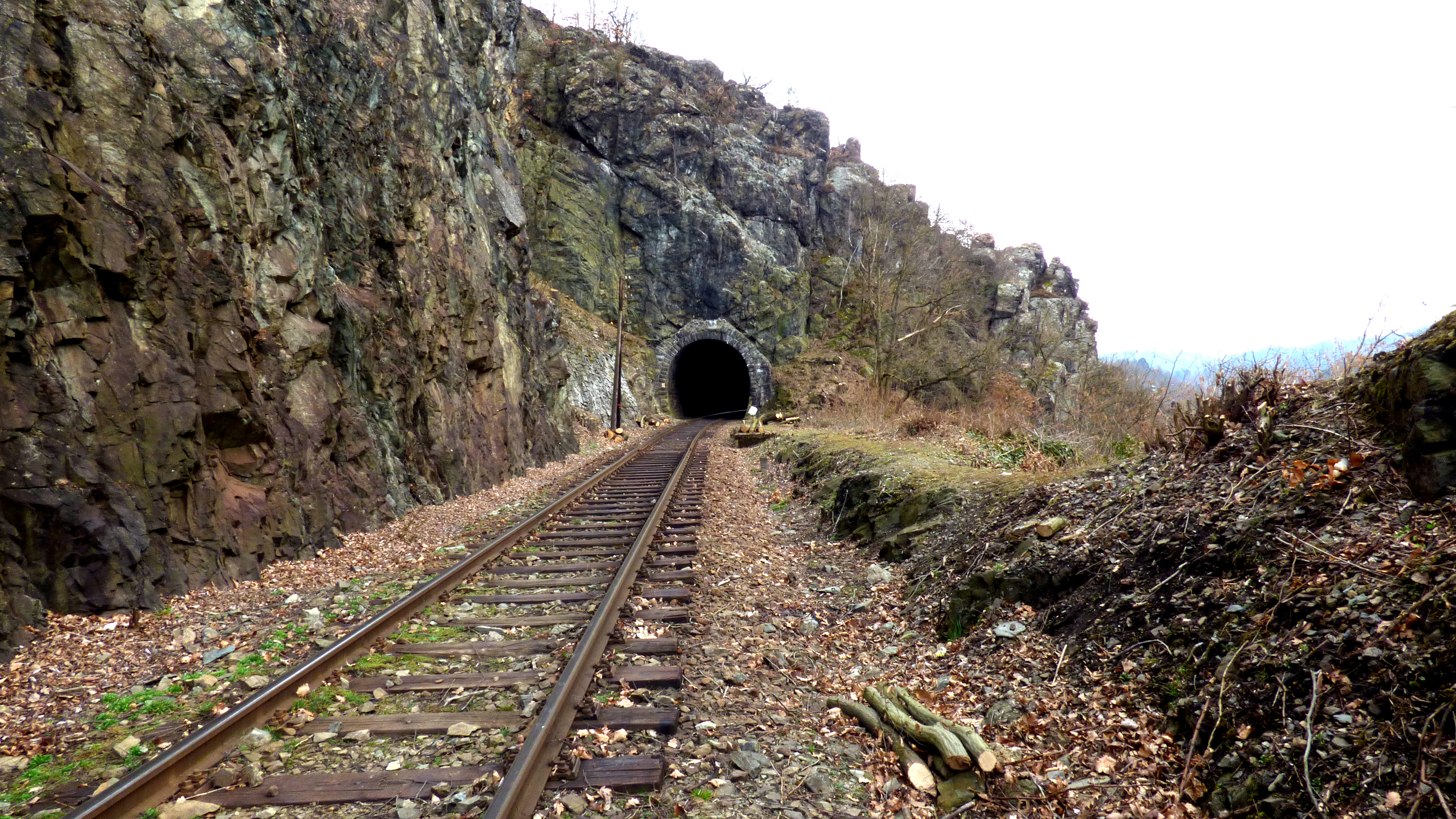
Pikovický tunel (Blaumeise III; Omega I)
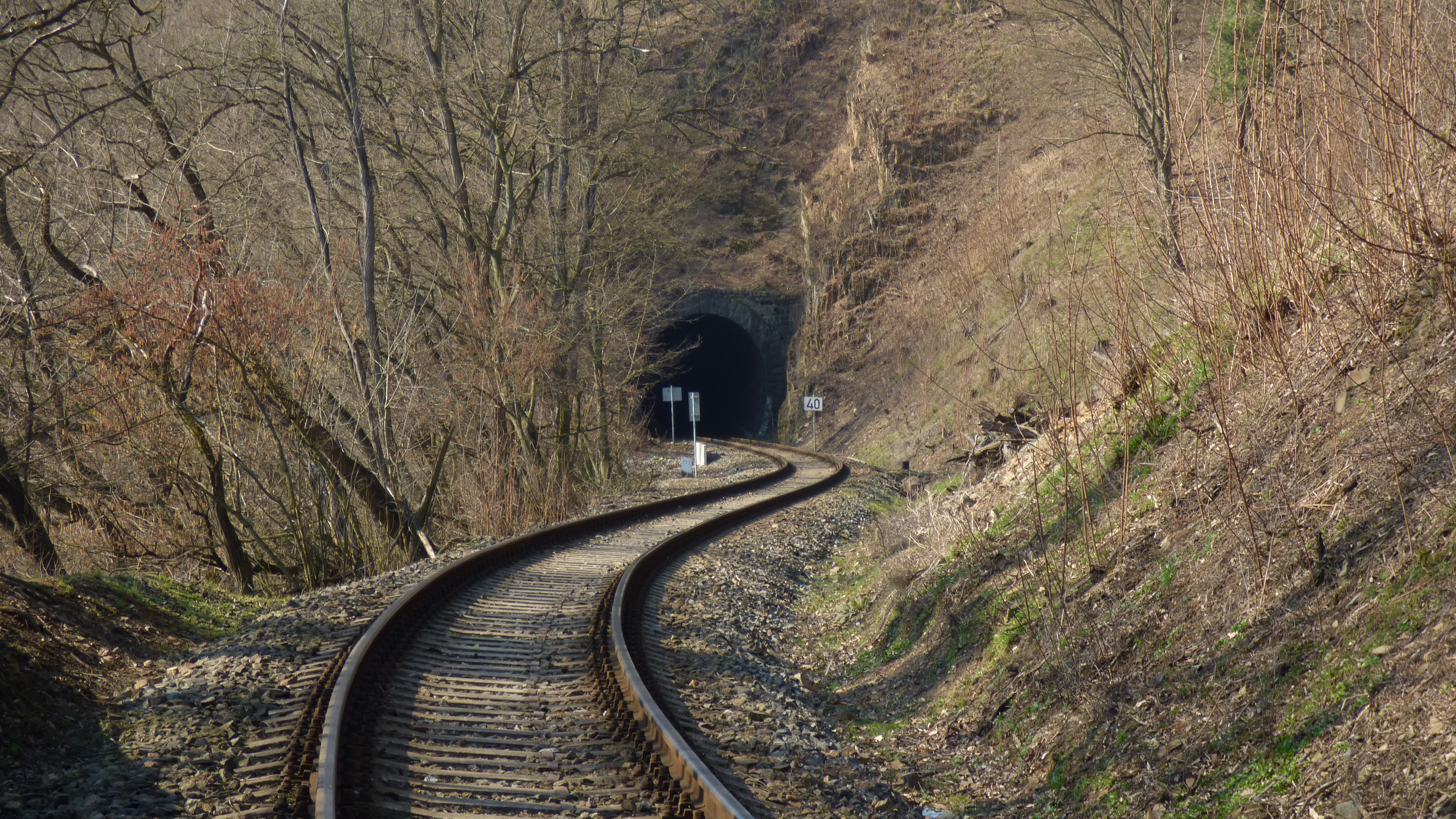
Jílovský tunel II (Blaumeise II; Omega I)
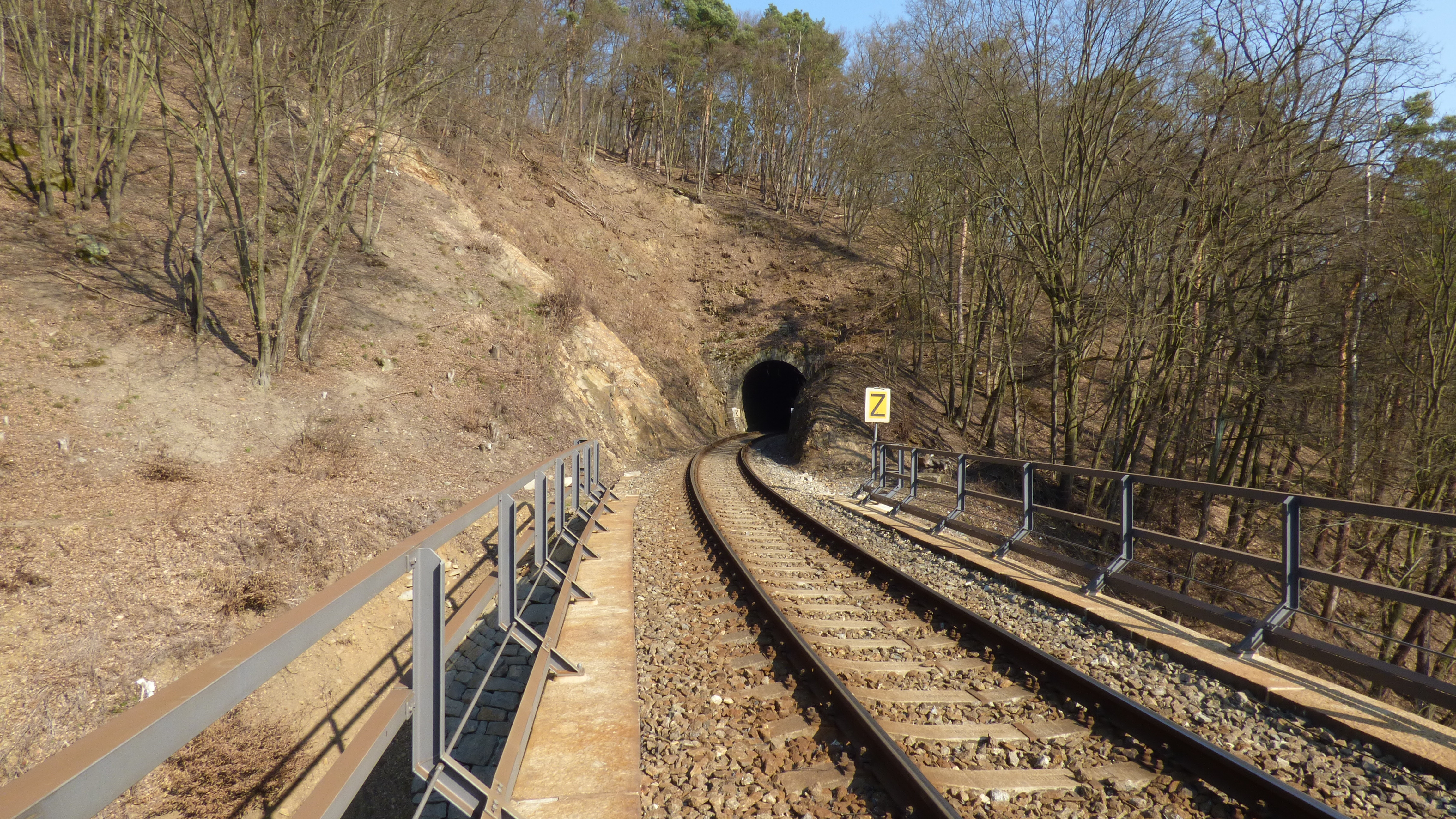
Jílovský tunel I (Blaumeise I; Omega I)

### Po druhé světové válce
Dolní vykládací stanice nákladní lanovky vyhořela v srpnu 1948. Byla v roce 1949 nahrazena železobetonovou konstrukcí. (Ta sloužila až do roku 1961 ale zbořena byla v roce 1991). Z příslušenství lomu se dochovala halová budova elektrocentrály a akumulátorovny, nacházející se jižně od nádraží v Srbsku (dnes přebudovaná na kulturní dům, objekt na adrese Za Vodou 206, 267 18 Srbsko, Česko; GPS souřadnice: 49.9357528N, 14.1316281E, resp. 49°56'8.710"N, 14°7'53.861"E).
Dne 1. ledna 1950 předal národní podnik Škoda Plzeň lom Na Chlumu národnímu podniku Královodvorské cementárny. O tři roky později (1. ledna 1953) si převzal lom samostatný Pragocement n. p. se sídlem v Radotíně. Těžba vápence v lomu Na Chlumu byla aktivní až do roku 1961. Těžba v lomu byla ještě nakrátko obnovena v letech 1970 až 1974, ale byla definitivně ukončena až v roce 1976, kdy skončilo dodávání kameniva z lomu do Petzoldova lomu, kde se vyráběly omítky. Pro dopravu vytěženého materiálu byl lom původně vybaven nákladní lanovkou a vlečkou. Vlečka byla zrušena v roce 1962. Nákladní lanovka vedoucí z lomu k nádraží do Srbska byla demontována v roce 1992. Od ledna 2008 se stal lom Na Chlumu majetkem ČR.

## Geologie
Dle regionálního členění spadá lom do oblasti: Český masiv – krystalinikum a prevariské paleozoikum – středočeská oblast (bohemikum) – Barrandien. Geologicky spadá lom Na Chlumu do správní oblasti Barrandienské paleozoikum; blanická brázda. Stratigraficky se jedná o prvohory.
Oblast je součástí NPR Karlštejn. V lokalitě se manifestuje stratigrafický profil spodním devonem, jsou zde odkryté tektonické fenomény, krasové fenomény (jeskyně, kapsy) s významnými čtvrtohorními (kvartérními) profily a paleontologickými lokalitami. V jeskynních výplních byly nalezeny významné výskyty pleistocenní (ze starších čtvrtohor) fauny.
Z geologického úhlu pohledu jde o významný studijní profil a to jak pro místní historii, mapování i jako (geo)turistická zajímavost (geotyp). Místo je významné i pro posouzení geomorfologického vývoje Čech (řešení problému teras a jeskynních výplní doložených faunou).

## Prostory ve skalních stěnách lomu
Kolem lomu je několik vytesaných štol a místností a soustava jeskyň zvaná Jeskyně Na Chlumu (Srbské jeskyně + Netopýří jeskyně + Chlumské sluje). Na úrovni střední etáže lomu jsou v severní stěně vytesány ve skále dvě větší místnosti. Ty slouží jeskyňářům ze ZO 1-06 Speleologického klubu Praha jako „Základna“. V těchto umělých prostorách skladují speleologové nářadí a slouží i pro účely údržby lomu. (Tyto prostory zřejmě sloužily za druhé světové války jako „škodovácký archiv“.) Tyto místnosti pocházejí nejspíše z období druhé světové války.< Střední etáž také hostí krátkou štolu pocházející ze 60. let 20. století. V této štole byla pokusně nainstalována ocelová výztuž.

## Speleologové

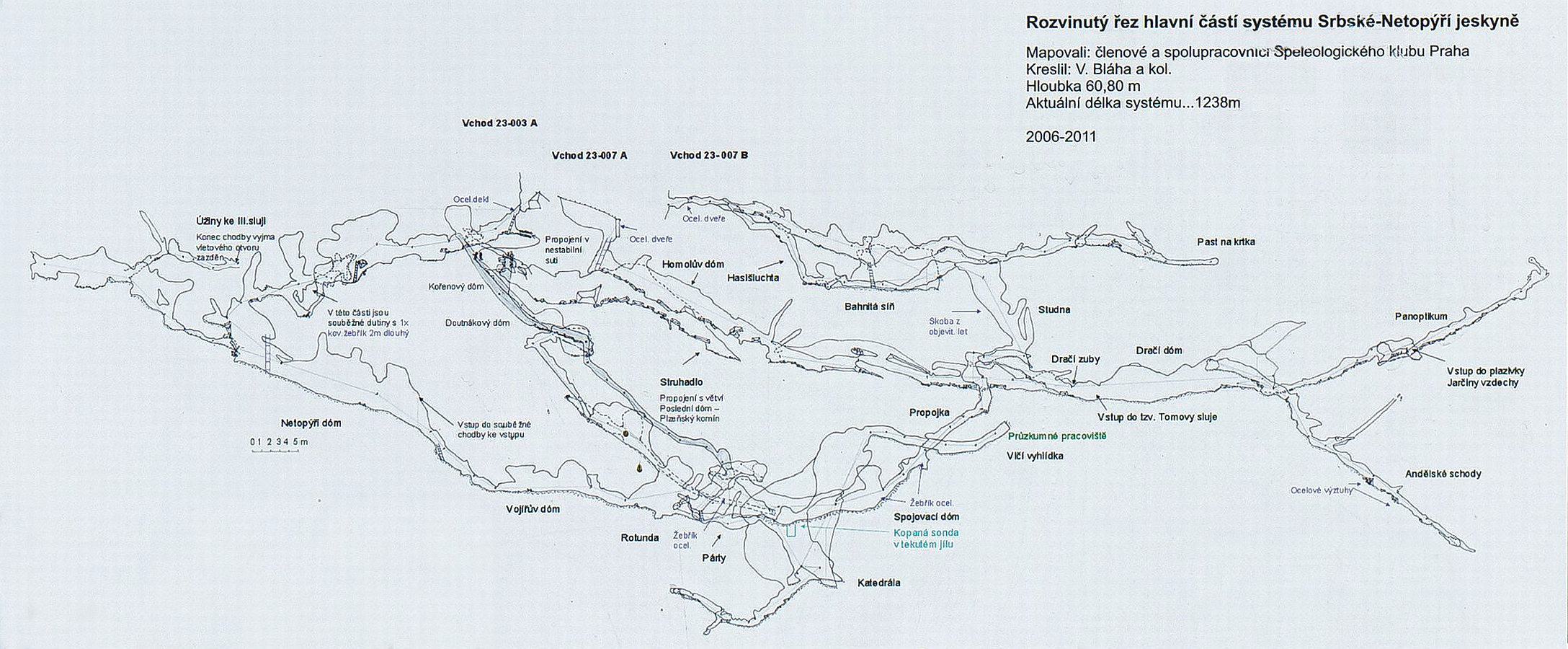
Rozvinutý řez hlavní částí systému Srbské–Netopýří jeskyně

Lokalita lomu Na chlumu je speleology označována jako „vstupní brána“ do druhého nejrozsáhlejšího jeskynního systému v rámci Českého krasu. Na úrovni dolní (nejnižší) lomové etáže, která je jámovitě zahloubená, se nacházejí vstupy do několika jeskyní, které nesou společné (obecné) označení Jeskyně na Chlumu a které jsou známy svými paleontologicky významnými nálezy. V současné době (rok 2023) bylo zmapováno více než 1200 metrů jeskynních chodeb. Jeskyně na Chlumu se dále dělí na tři hlavní jeskynní komplexy: Srbské jeskyně, Netopýří jeskyně a Chlumské sluje. Většina větších i menších jeskynních prostor byla odkryta v průběhu těžby vápence, ale hlavní části jeskynního systému byly objeveny, prozkoumány a zmapovány v polovině 40. let 20. století. V průběhu doby byly sice objevovány některé další jeskyně, ale současně došlo i k zasypávání volných krasových dutin nacházejících se pode dnem lomu. Z hlediska krasové výzdoby nejsou Jeskyně na Chlumu příliš atraktivní. Jeskyně na Chlumu jsou od konce října do dubna významným zimovištěm zákonem chráněných netopýrů.
Srbsko — lom Na Chlumu — Srbské jeskyně. Samozřejmě jsme navštěvovali i tyto jeskyně ... V lomu na Chlumu se tehdy ještě těžilo v severní části, v přední části stála strojovna od lanovky přes řeku do Srbska, kde se z vozíků lanovky vyklápěl vápenec do přistavených vagónů. Ze dna lomu vedly svážnou koleje až ke strojovně. U strojovny na Chlumu byl zděný domek, kde přebýval hlídač. Často jsme u něj přespávali na dřevěných lavicích či na podlaze — zejména v zimním období. Nezapomenutelný byl starý pan Průcha ze Srbska, původně dlouholetý lomař, který znal různé historky z těžby na Chlumu, v Tomáškově lomu či v Petzoldově lomu. Samozřejmě znal i historii komor v lomové stěně nad Fialovou jeskyní na Chlumu, kde za války byl ukryt archiv Škodových závodů.
Vladimír Lysenko, O jeskyňářském působení v lomu Na Chlumu (50. až 70. léta 20. století), 

### Srbské jeskyně
Nejstarší jsou Srbské jeskyně („Vchod 23-007“), které byly objeveny v lomu již v roce 1945 při těžbě vápence. Vstup do tohoto systému se nachází při úpatí jižní stěny dolní etáže lomu. Horní patro Srbských jeskyní je tvořeno spletí těsných tunelovitých chodeb (tzv. „plazivek“), zatímco dolní patro Srbských jeskyní se skládá z prostornějších jeskyní (dómů). Propojení mezi prvním a druhým jeskynním patrem se nachází v Hlavním (Dračím) dómu a skládá se z komínu a velmi úzké chodby přiléhavě nazvané „Striptýzka“.[zdroj?]

### Homolův dóm
První výzkumy v Srbských jeskyních prováděl uznávaný odborník české hydrogeologie a spoluzakladatel poválečné organizované speleologie v Československu Prof. RNDr. Vladimír Homola, CSc. zhruba v období let 1942 až 1949 v rámci krasových průzkumů Českého krasu na Berounsku v okolí Srbska, Tetína a Koněprus. Na jeho počest byl jeden z dómů Srbských jeskyň pojmenován Homolův dóm. Do Homolova dómu vede vstup po žebříku, jeskyně sama postrádá výraznější krápníkovou výzdobu, nicméně zaujme zajímavými tvary stěn (z vápence vystupuje místy sedimentární rohovec) a stropů.

### Hlavní (Dračí) dóm
Podle ze stropu trčícího útvaru, který připomíná dračí zuby, byl pojmenován tzv. Dračí dóm, někdy nazývaný též Hlavní dóm. Ve spojovací chodbě mezi Homolovo dómem a Dračím (Hlavním) dómem je patrná aragonitová výzdoba, která této chodbě dala i název Aragonitová chodba.

### Panoptikum
Za Hlavním (Dračím) dómem v jednom z menších prostor byla v roce 1968 objevena Májová chodba a za ní prostor nazvaný Panoptikum. Název byl odvozen ze skutečnosti, že jeskyňáři zde modelovali z místní mazlavé hlíny různé figurky.

### Poslední dóm
Na rozdíl od většiny dutin nalézajících se v Jeskyních na Chlumu je Poslední dóm obohacen o krasovou výzdobu v podobě sintrových náteků a drobných hnědavých či bělavých stalaktitů. Z Posledního dómu vybíhá k povrchu Komín Srbských jeskyní.

### Komín Srbských jeskyní

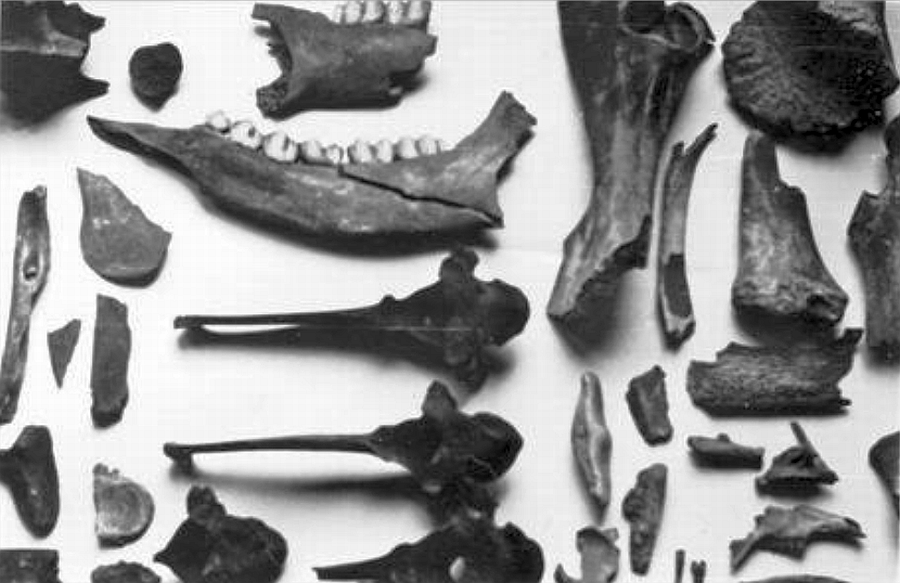
Část kosterních nálezů z Komínu Srbských jeskyní

Jeskyně Na Chlumu jsou označovány za lokalitu evropského významu díky zde nalezeným kosterním pozůstatkům různých živočichů. V tomto směru se největší množství nálezů vyskytovalo na dně Komínu Srbských jeskyní. Jeskyňáři zde koncem 60. let 20. století odkryli vrstvy (pravé pohřebiště) s pozůstatky velkého množství (i vyhynulých) zvířat (savců, plazů i ptáků) z poslední doby ledové (stáří okolo 10 tisíc let před naším letopočtem). Horní část Komína Srbských jeskyní byla využívána hyenami coby úkryt potravy (ta byla tvořena převážně koňmi, méně nosorožci, jeleny a dalšími býložravci) Z nalezeného velkého množství kosterních pozůstatků mláďat (spolu se stopami po hlodání kostí) lze usuzovat na bývalé doupě hyen.
Z lokality Jeskyní na Chlumu bylo do Národního muzea odvezeno celkem 3569 nejrůznějších kostí. Druhově se jednalo o kosti jeskyních medvědů, nosorožců, hyen, jelenů, koní i tzv. šavlozubých tygrů. Kromě toho zde bylo nalezeno minimálně šest neúplných koster jeskynních hyen (Crocuta crocuta spelaea) včetně kompletní lebky (jedné z mála v Evropě) a téměř kompletní kostry dospělého lva jeskynního (Pantera leo spelaea) a lvího mláděte. Kostra dospělého lva (respektive lvice) je jednou ze sedmi na světě existujících nejzachovalejších koster tohoto poddruhu. Patologicky pozměněná lebka této lvice vykazovala téměř zhojenou frakturu po úrazu, který utrpěla jen několik týdnů před smrtí způsobenou jinou příčinou. K unikátním nálezům z tohoto místa patří úplná kostra koňského embrya, lebka čtvrtohorní jeskynní hyeny a patologická lebka jeskynního lva (respektive lvice).

Lebky jeskynních hyen a jeskynních lvů (ilustrační fotografie)
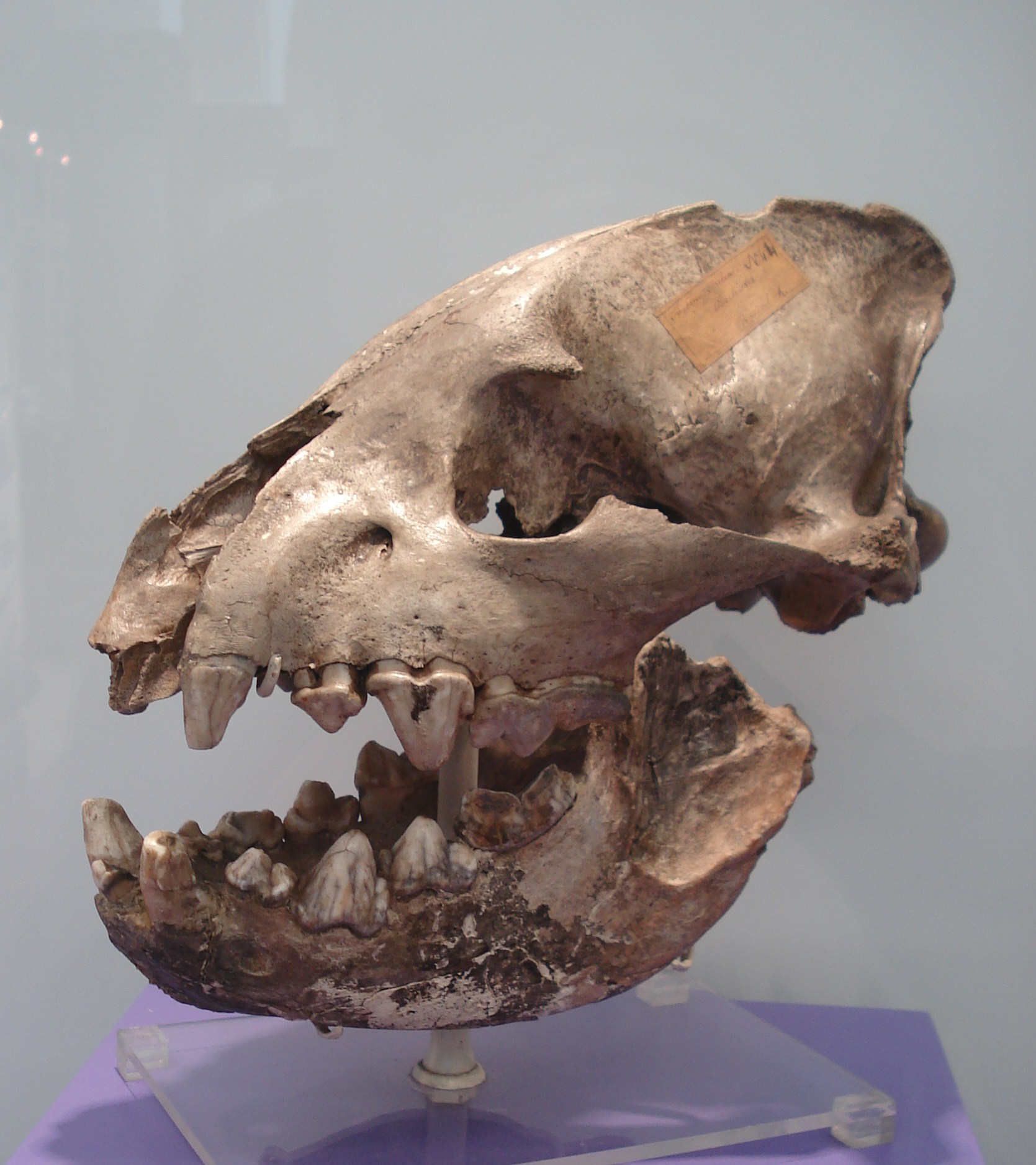
Fosilní lebka hyeny jeskynní – Crocuta crocuta spelaea (Paleontologické muzeum v Mnichově)
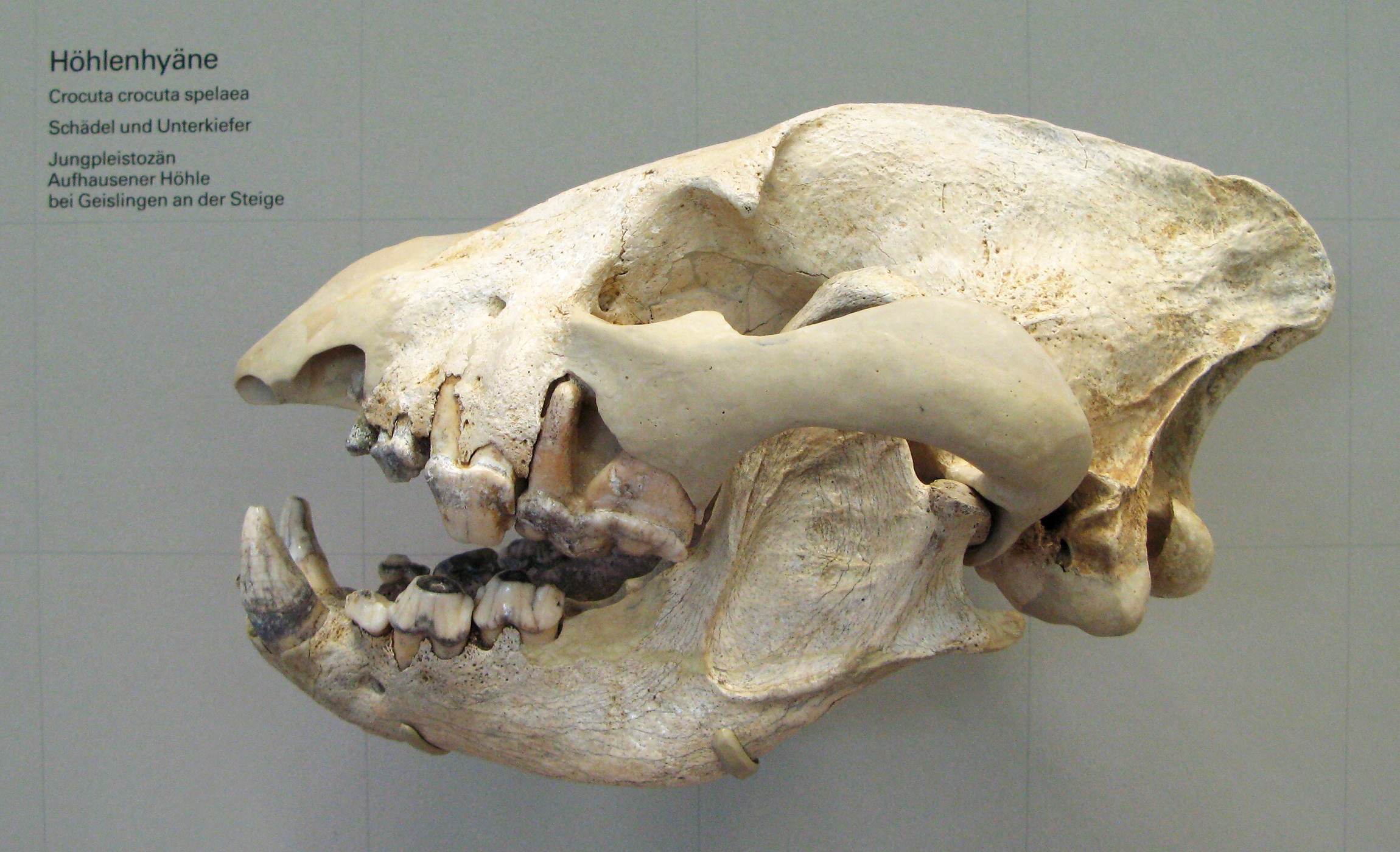
Hyena jeskynní (Crocuta crocuta spelaea) - lebka s dolní čelistí, pozdní pleistocén (Státní přírodovědné muzeum Stuttgart)
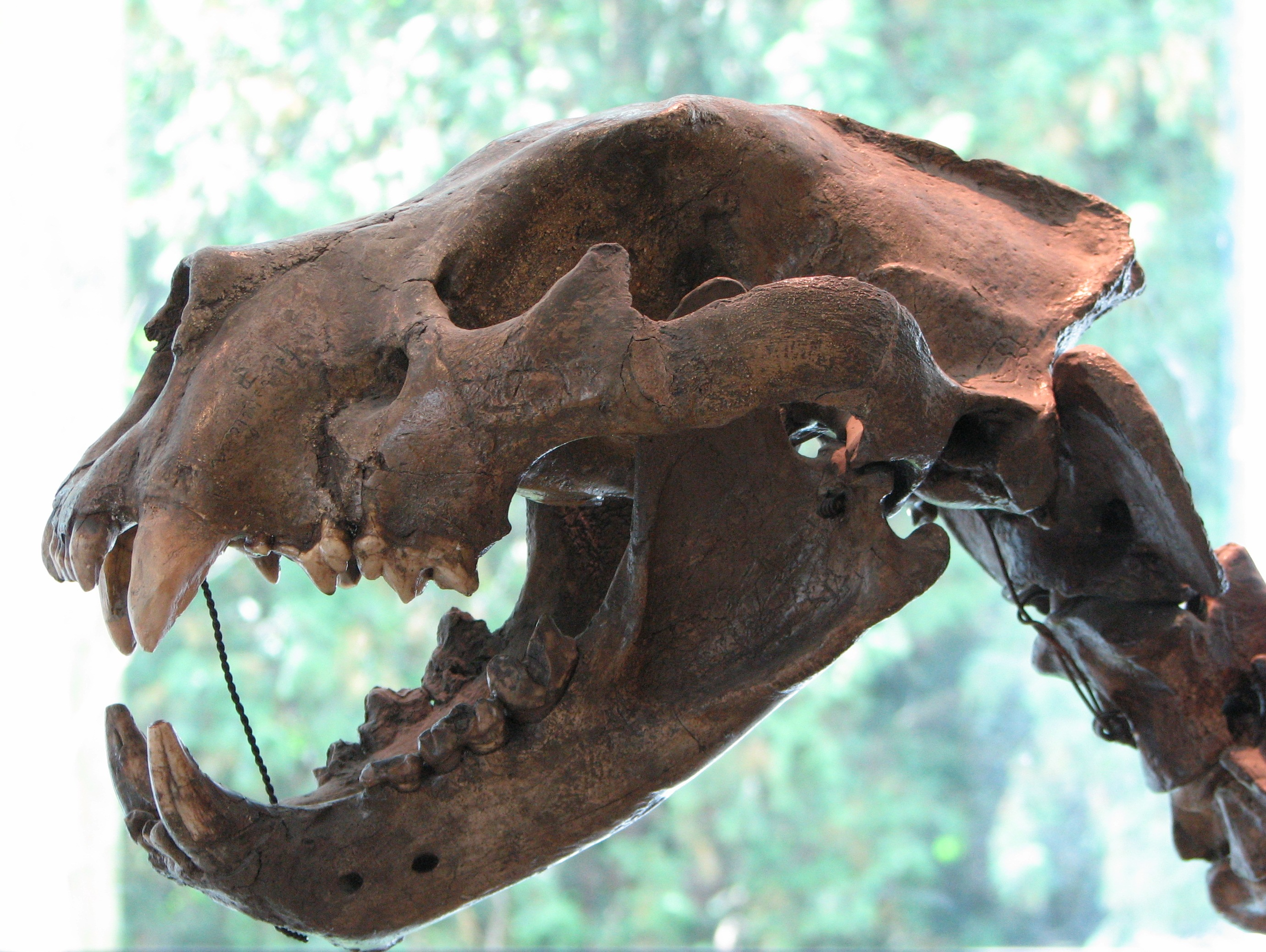
Fosilní lebka jeskynního lva (Panthera leo spelea) v brněnském muzeu Anthropos
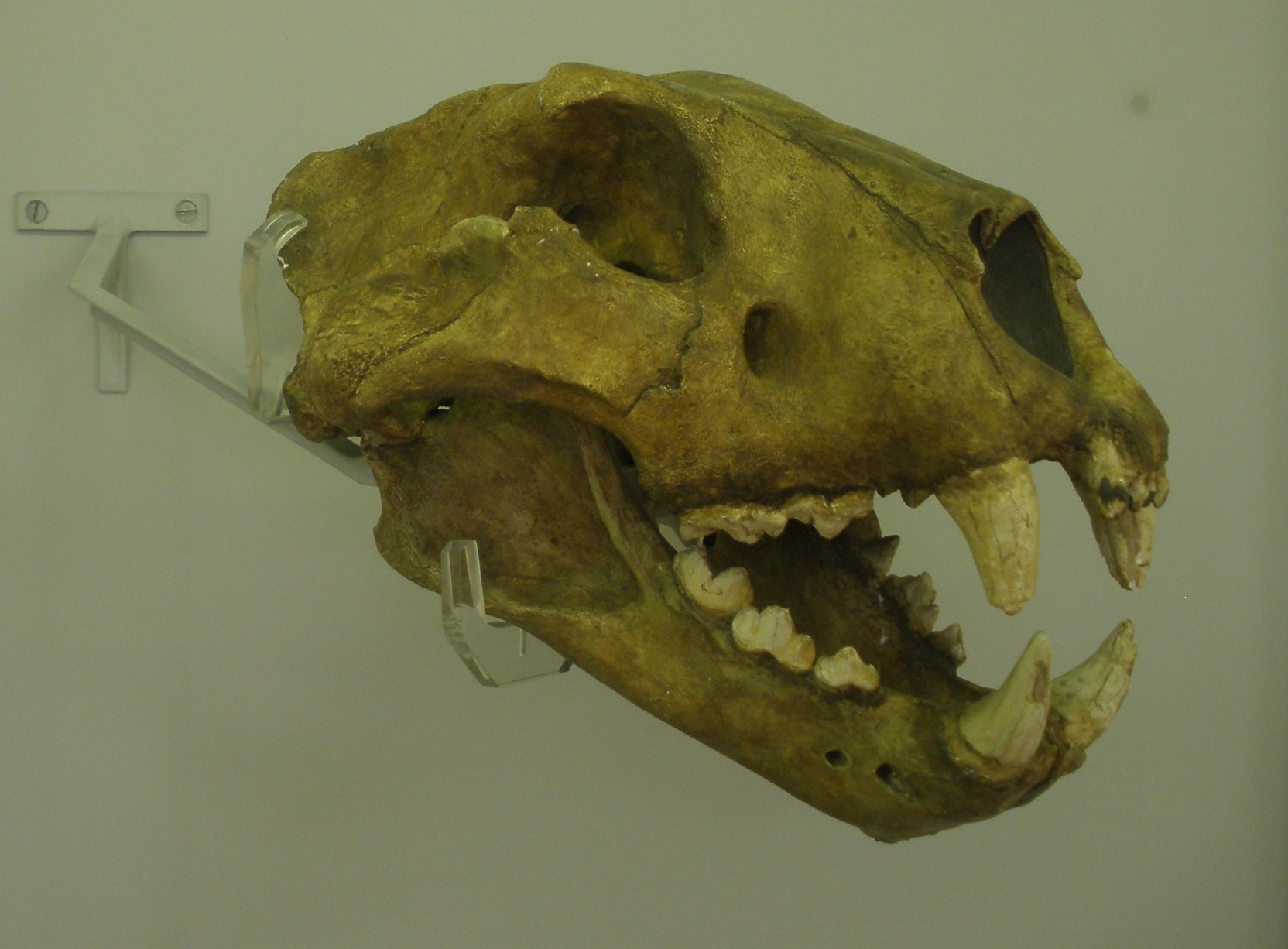
Fosilní lebka lva jeskynního (Panthera leo spelea) – Museo di Storia Naturale di Verona (Přírodovědné muzeum ve Veroně)

### Netopýří jeskyně
Zimovištěm především netopýra velkého a vrápence malého jsou pak Netopýří jeskyně. Vchod do tohoto komplexu („Vchod 23-003“) se nachází při úpatí západní stěny lomu (v dolní etáži, pod svážnou cestou) za velkým vápencovým blokem (a je uzamčen). Komplex je tvořen patrem prostorných chodeb, které přecházejí do svislých dutin, které se většinou zužují a které těsně sousedí se zbytky II., III. a IV. sluje (resp. napojují se na částečně dochované sluje: Sluj II, Sluj III a Sluj IV). Jedna z hlavních souběžných chodeb vyúsťuje asi po dvaceti metrech do klenby velkého propasťovitého Netopýřího dómu. Druhou hlavní souběžnou chodbou se speleolog dostane na okraj stropu Netopýřího dómu, kde je instalován žebřík pro sestup na jeho dno. Netopýří jeskyně oplývají značným množstvím rozličných korozivních tvarů vzniklých působením vody ve vápencových puklinách.
V 80. letech 20. století se jeskyňářům zdařilo propojit Netopýří dóm úzkou „plazivkou“ se zbytkem Sluje III na povrchu a tak měla Netopýří jeskyně ještě druhý vchod (ten je dnes – rok 2023 – zazděný). Členové Speleologického klubu Praha v roce 1984 pronikli prolongačním výkopem z Netopýřího dómu do soustavy pěti dómu. Tato soustava vytváří společné třetí patro (spojovací článek) podzemních prostor a od druhého patra - dómovitých prostor Srbských jeskyní je dělila pouze pětimetrová suťová zátka. Záměr několika generací speleologů – propojení komplexu Netopýřích jeskyní se Srbskými jeskyněmi – bylo realizováno v roce 2003.

### Další speleologicky významné dutiny
V severovýchodní části lomu, v jeho spodní etáži, na úpatí hlavní lomové stěny (asi 6 m pod balvanitým závalem velkého suťového kuželu) se nachází Fialová jeskyně. Jeskyně je tvořena jedinou více než 100 metrů dlouhou setrvale klesající jeskynní chodbou. Chodba má řadu úzkých malých propastí a si jeden metr nízký malý dóm. V této prostoře se nalézá na stěnách aragonitová výzdoba (byly zde nalezeny jehlicovité krystaly aragonitu ve tvaru drobných jehliček do 3 mm výšky). Hloubka Fialové jeskyně je asi 46 metrů. Krápníková jeskyně byla kdysi propojena s Fialovou jeskyní plazivkou (již odtěžena).
V západním okraji lomu (v odtěžené Sluji VI) byly nalezeny pozůstatky nejstarší známé fauny staršího pleistocénu. Rovněž v západní stěně lomu nalezli speleologové zbytek Kalcitové jeskyně (částečně odtěžena; jméno jí daly krystaly kalcitu).

Badatelé související s průzkumy lomu Na Chlumu
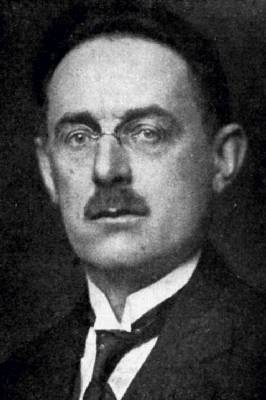
Moravský krasový badatel Karel Absolon (1877–1960)
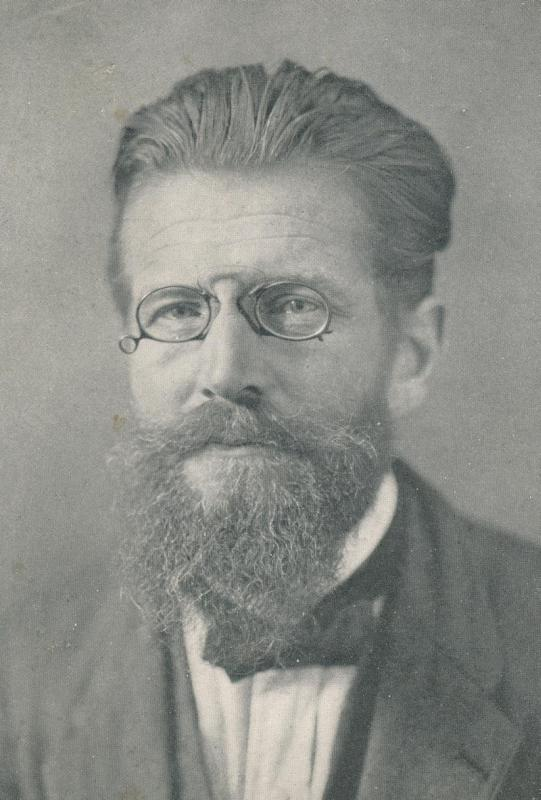
Paleontolog, speleolog, archeolog, botanik a spisovatel Jaroslav Petrbok (1881–1960)
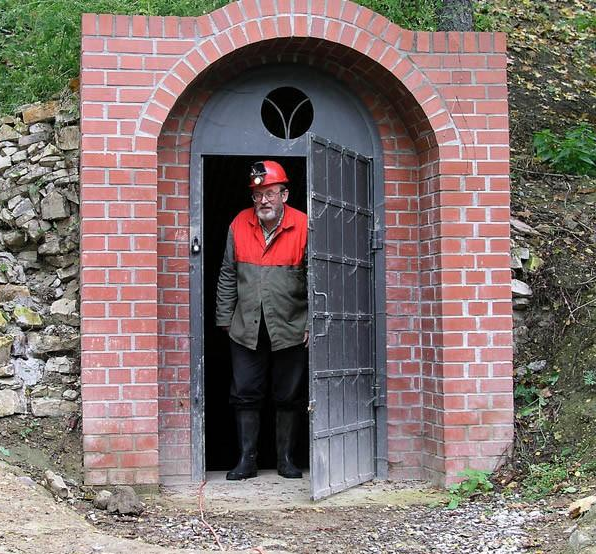
Speleolog, fotograf a novinář Vladimír Vojíř (1946–2016)

## Flora a fauna
Bývalé pastviny rozkládající se v bezprostředním okolí lomu jsou známé výskytem hlaváčku jarního Kromě něj v lomu či jeho blízkém okolí je možno uvidět i šalvěj luční, koniklec luční či tařici skalní.

Flora v lomu a jeho okolí (ilustrační fotografie)
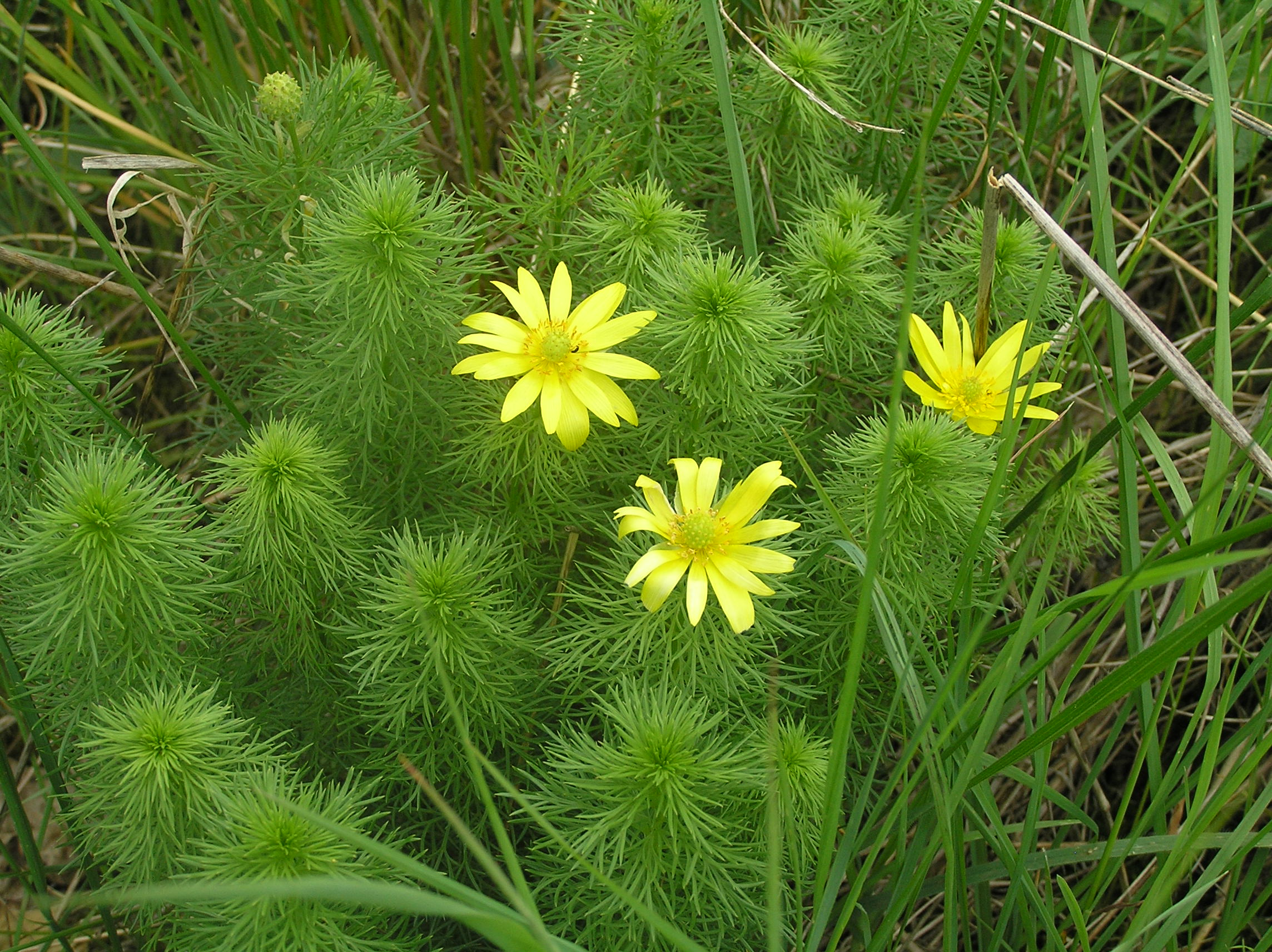
Hlaváček jarní
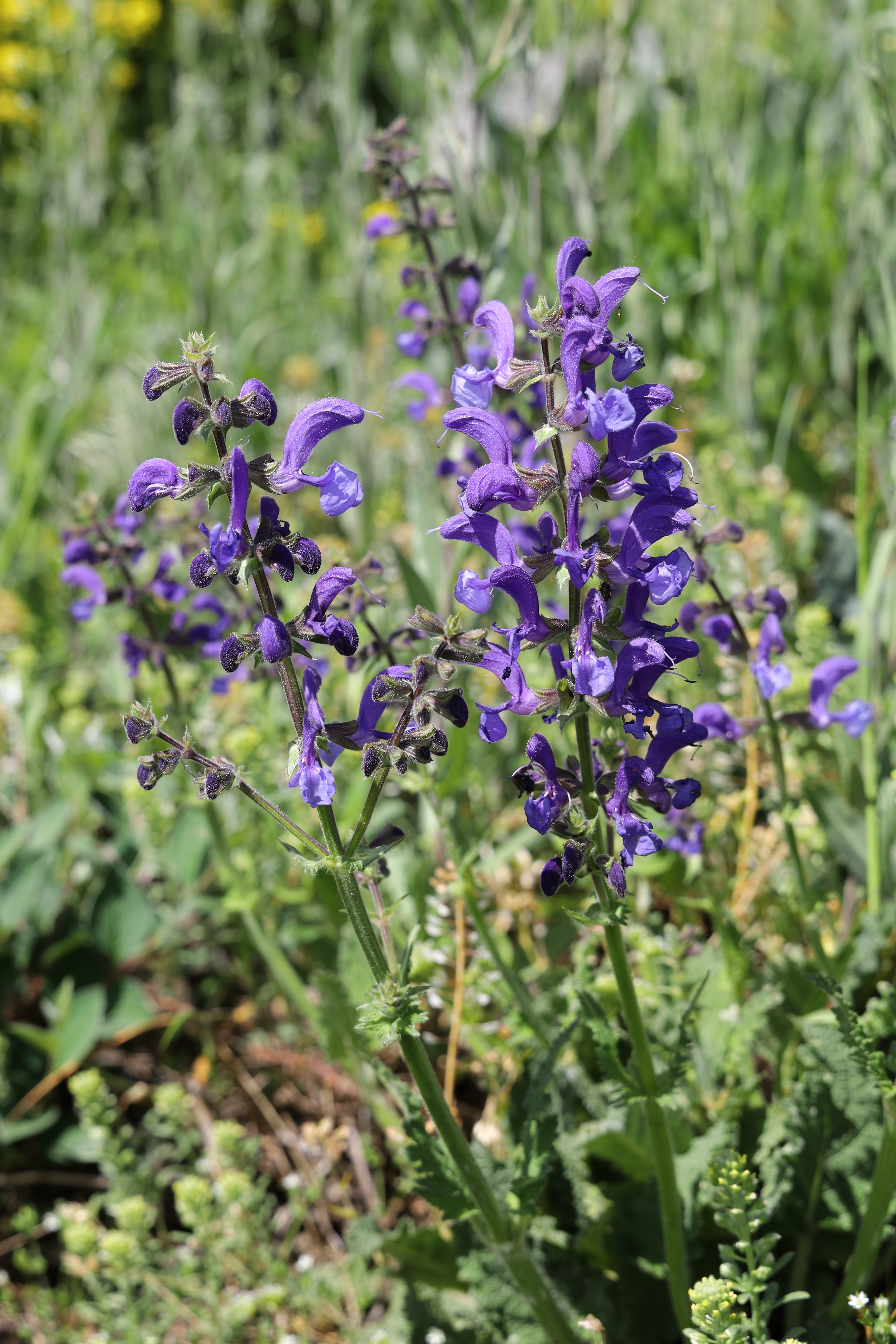
Šalvěj luční
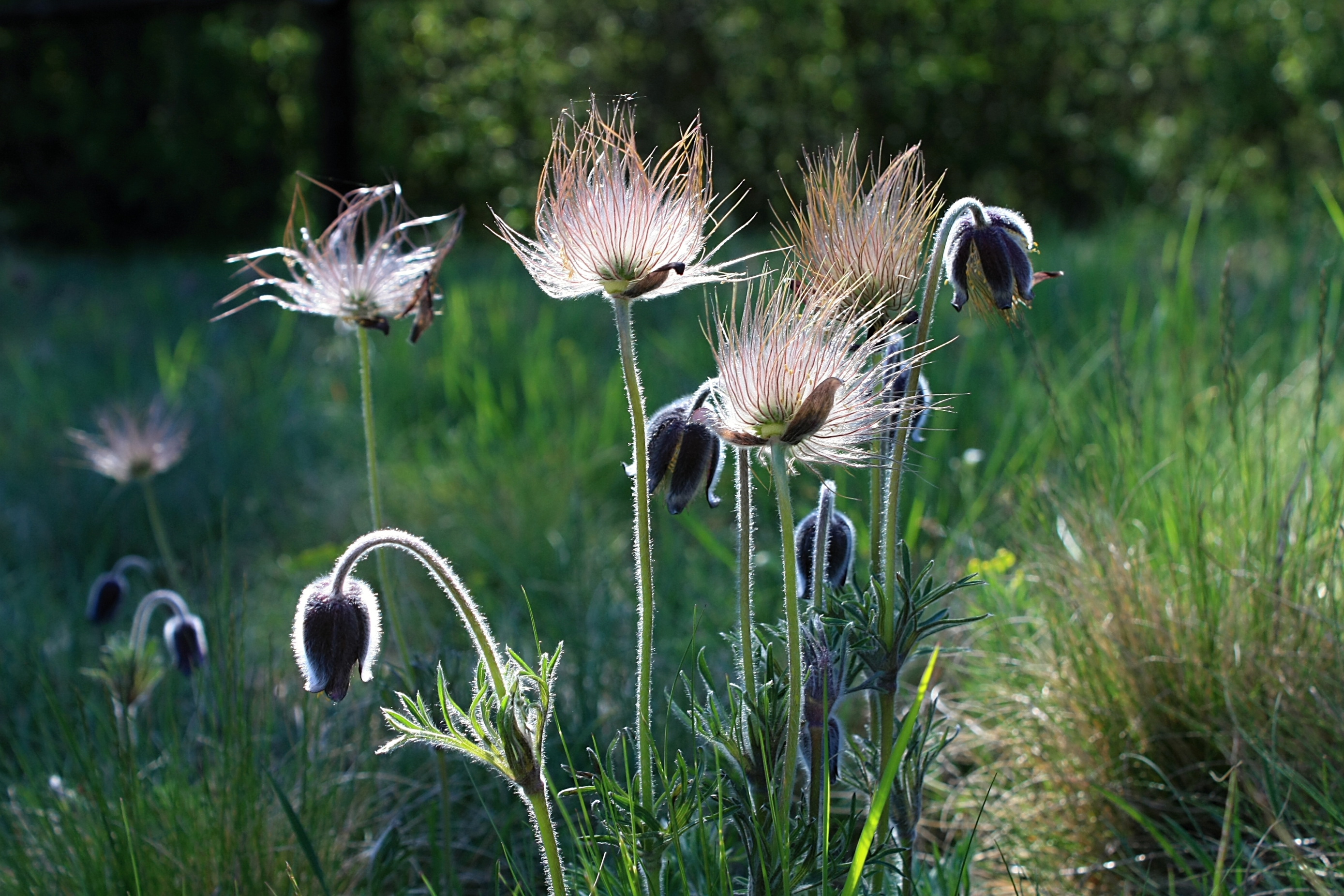
Koniklec luční
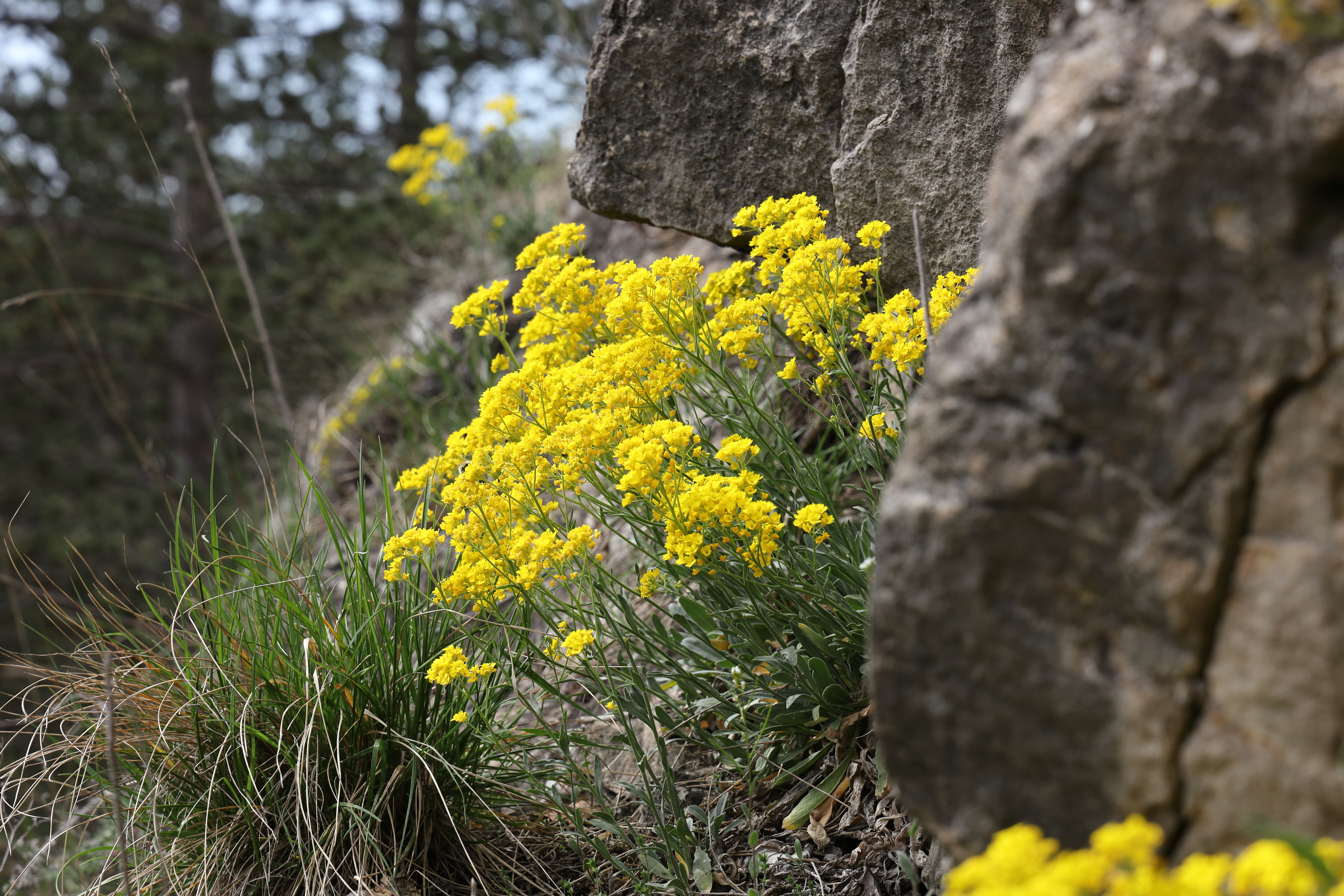
Tařice skalní

Ve skalních stěnách lomu hnízdí poštolky obecné. V Jeskyních Na Chlumu se nachází významné zimoviště netopýrů. V Netopýří jeskyni zimují jedinci netopýra velkého (Myotis myotis) a vrápence malého (Rhinolophus hipposideros). Oba druhy těchto netopýrů jsou kriticky ohrožené; všechny druhy netopýrů a jejich úkryty jsou na celém území ČR chráněné zákonem.

Fauna v lomu (jeskyních, štolách) a jeho okolí (ilustrační fotografie)
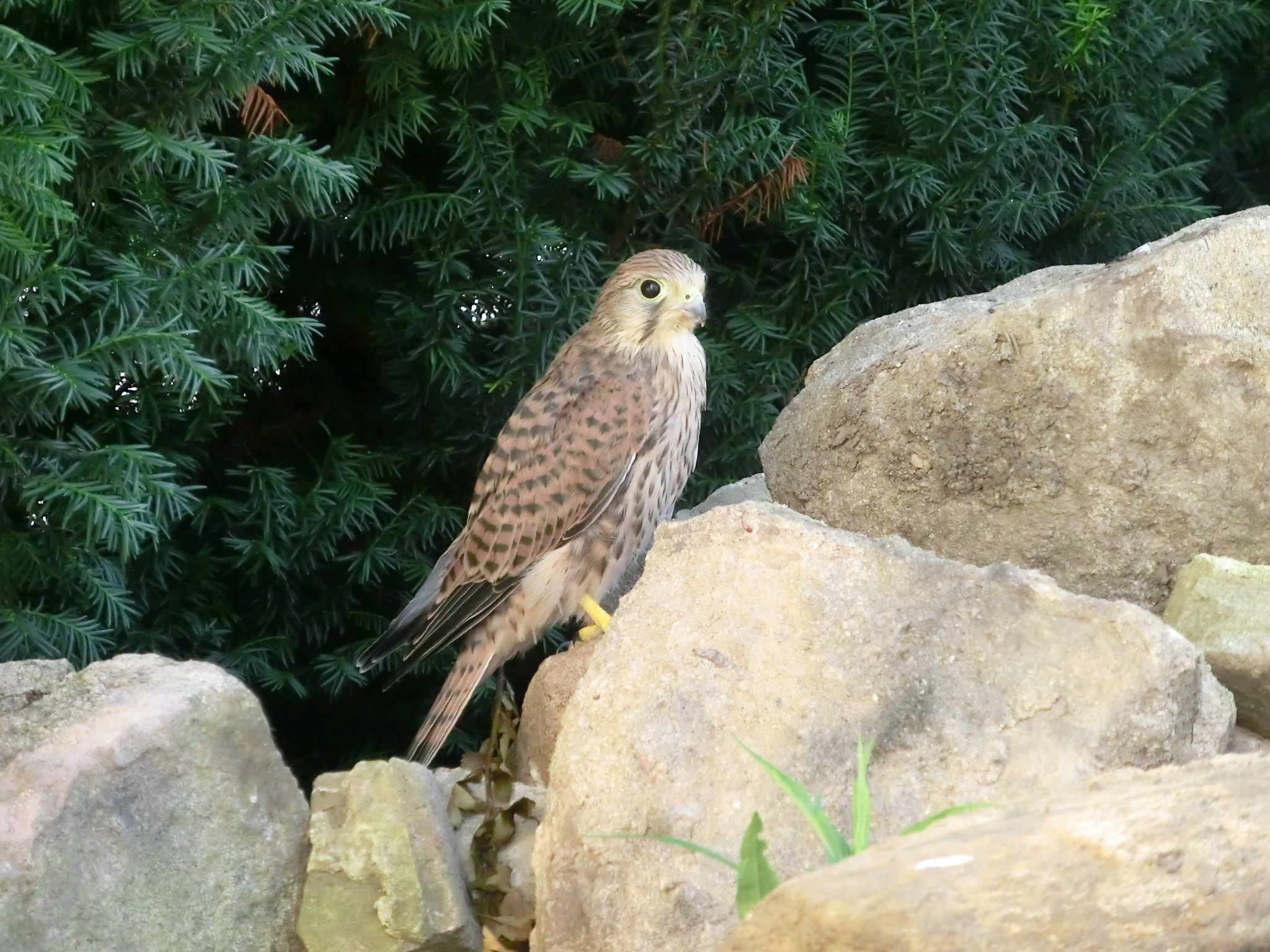
Poštolka obecná
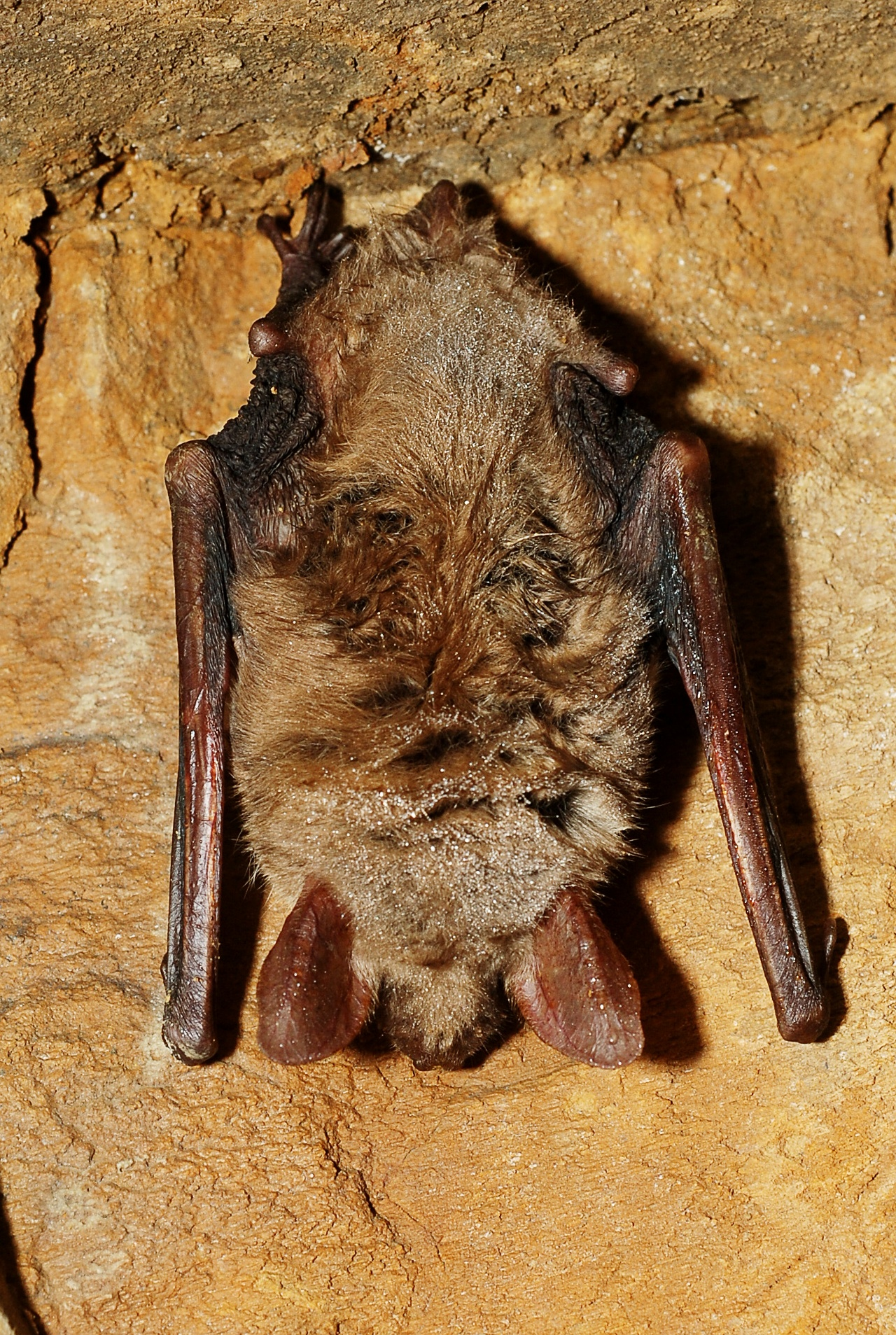
Netopýr velký
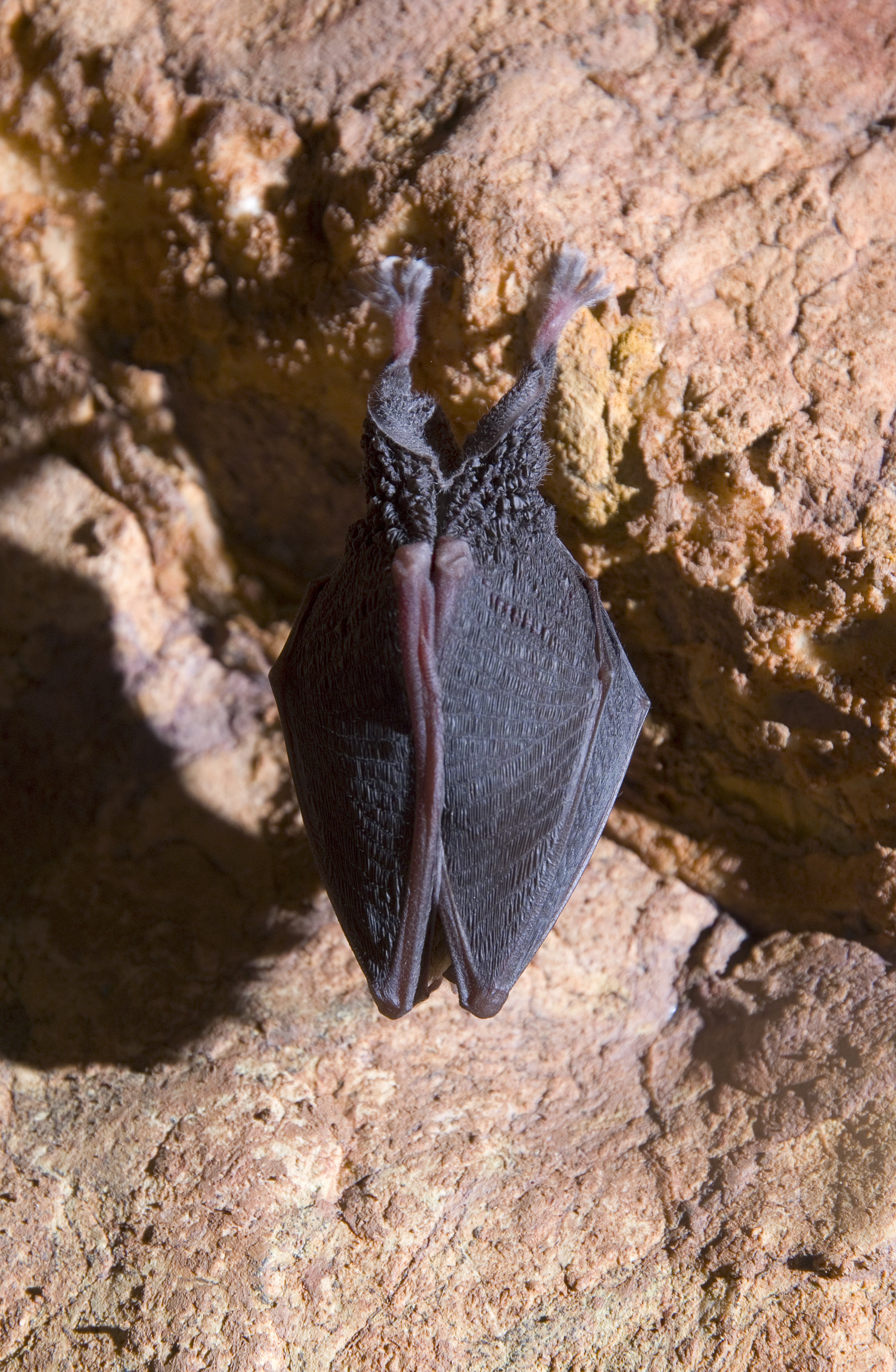
Vrápenec malý

## Využívání lomu

### Využití pro filmaře
Romantický ráz lomu a jeho neobydlené, „stepně“ laděné okolí, jeho snadná dostupnost pro automobilní techniku a blízkost lokality u Prahy jej učinily atraktivním i pro pořizování záběrů do natáčených filmů a seriálů. Několik záběrů bylo v lomu natáčeno v roce 1964 a jsou součástí koprodukčního filmu (Československo, Německo, Itálie, Francie) Zlatokopové z Arkansasu (režie Paul Martin). V roce 1980 byl opuštěný bagr přebarven na bílo a použit pro rodinný dobrodružný film Tajemství ďáblovy kapsy televizního a filmového režiséra a scenáristy Petra Tučka (1939–1990). Pro natáčení československého dobrodružného televizního seriálu pro děti Tajomný ostrov (1984, režie Vladimír Blažek) byla v lomu instalována chata a několik soch v nadživotní velikosti. V pohádce Fišpánská jablíčka (2008, režie Dušan Klein) princ (Vojtěch Kotek) v lomu hledá princeznu. V roce 2022 byl použit záběr ve filmu Jan Žižka (režie: Petr Jákl mladší), kdy vůz s družinou Jana Žižky vjel do lomu, kde již na ně čeká vojsko vedené žoldnéřem Torakem.

### Využití pro horolezce

#### Sportovní lezení
Historicky zde byly vylezené (na lomových vápencových stěnách dosahujících až do výšky 40 metrů) tři cesty, ale v současnosti (rok 2023) nejsou sportovní horolezecké výstupy výjimkou povoleny. V lomu Na Chlumu jsou záchrannými složkami IZS provozovány výcvikové trenažery. Ty ale neslouží pro potřeby sportovního lezení.[zdroj?]

#### Speleologický trenažer
Svůj venkovní lezecký trenažer (pro jednolanovou techniku) zde mají i v lomu sídlící a působící speleologové (jeskyňáři). Trenažer provozuje Základní organizace 1-06 Speleologického klubu Praha, která také zajišťuje jeho pravidelnou údržbu (opravy a úpravy; poslední revize proběhla 18. srpna 2018).